# Geschichte der Stadt Gdynia
Die Geschichte der Stadt Gdynia beginnt mit der Siedlung Gdina, die 1253 erstmals urkundlich erwähnt wird. Das Stadtrecht erhielt Gdynia 1926. Die wichtigste Hafenstadt der Zweiten Polnischen Republik wurde in den 1930er Jahren mit über 100.000 Einwohnern zur Großstadt. Während des Zweiten Weltkriegs wurde das während dieser Zeit Gotenhafen genannte Gdingen erheblich zerstört.
Das größte Unternehmen Stocznia Gdynia war ein Schauplatz des Arbeiteraufstands von 1970.

## Herzogtum Pommerellen
Die älteste Nachricht über einen Teil des heutigen Gdingens (poln. Gdynia) stammt aus dem Jahr 1209, als der seit 1926 zur Stadt gehörende Vorort Oxhöft (pl. Oksywie, kasch. Òksëwiô) erstmals erwähnt wurde. Oxhöft gehörte damals zum Herzogtum Pommerellen (Pomorze Gdańskie), dessen Territorium heute überwiegend von der Woiwodschaft Pommern eingenommen wird.

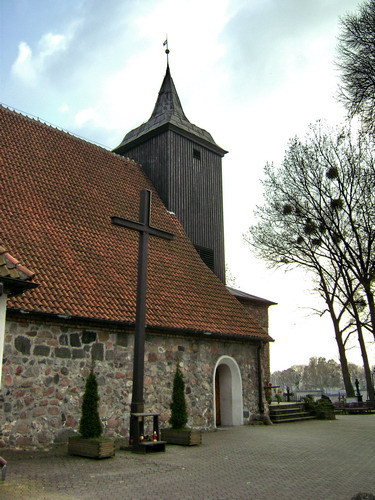
Oxhöft: Erzengel-Michaelis-Kirche, 1224 gegründet

Der Name Oxhöft leitet sich vermutlich von dem altsächsischen Wort Oxihoved (Ochshaupt) ab. Die Schreibung Oxhöft widerspiegelt die plattdeutsche Form. Der Ort erhielt den Namen, weil die Oxhöfter Kämpe (Kępa Oksywska), eine Küstenformation, in den Augen der seinerzeitigen Betrachter der Form eines Ochsenhauptes ähnelte. Oxhöft liegt im südöstlichen Teil der Oxhöfter Kämpe. 1224 wurde in Oxhöft die Erzengel-Michaelis-Kirche gegründet, eine der ältesten Pfarreien an der pommerellischen Küste. Sie ist das älteste Gebäude Gdingens und liegt 42,5 m über dem Meeresspiegel auf der Kämpe. Ihr heutiges Aussehen geht auf Umbauten des 17. Jahrhunderts zurück. Auf dem Friedhof der Kirche finden sich Gräber bekannter Persönlichkeiten wie diejenigen Antoni Abrahams (1869–1923), oder Bernard Chrzanowskis.
In den Dokumenten der Bischöfe von Kujawien wird die Siedlung Gdina 1253 als nach Oxhöft eingepfarrt genannt, was die erstmalige Erwähnung Gdingens darstellt. Gdingen war zu dieser Zeit und bis in das beginnende 20. Jahrhunderts hinein ein Dorf, das im Wesentlichen vom Fischfang lebte.

## Deutschordensstaat
In den Jahren 1309/1310 eroberten Kreuzritter Pommerellen und seine damalige Hauptstadt Danzig für den Deutschordensstaat (vgl. Übernahme von Danzig durch den Deutschen Orden). Ab 1316 zählte Gdingen zum Besitz der Zisterzienserabtei in Oliva (Oliwa), kam aber später an Peter von Rozecina (Russoschin, Rusocin, heute Teil der Landgemeinde Pruszcz Gdański). Die Herren von Russoschin erteilten den Dorfbewohnern das Fischereirecht in der Bucht, was sie 1379 und 1384 bestätigten. 1382 stiftete Johannes von Russoschin Gdingen der Kartause in Karthaus in der Kaschubei (kaschub. Kartuzë; poln. Kartuzy), die diesen Besitz bis 1772 hielt. Die Kartäuser errichteten 1429 ein Wirtshaus in Gdingen, das sie verpachteten.

## In Preußen königlichen Anteils und als Teil Polen-Litauens
1466 gehörte Gdingen zu den separatistischen Westgebieten Deutschordens-Preußens, die sich nach dem Zweiten Frieden von Thorn erfolgreich als selbstständiger Ständestaat Preußen königlichen Anteils etablierten. Preußen königlichen Anteils suchte um die Protektion des polnischen Königs Kasimir IV. Jagiełło nach und erhielt sie. Im Zuge der Einführung polnischer Verwaltungsstrukturen kam Gdynia an die Woiwodschaft Pommerellen. Für 1488 ist der Bau eines Kauffahrteischiffs in Gdingen belegt, das ein Danziger Kaufmann in Auftrag gab. 1569 vereinigte sich Preußen königlichen Anteils mit Polen, das bald darauf mit Litauen durch die Lubliner Union zu Polen-Litauen verschmolz. Während der Belagerungen Danzigs (Gdańsk) durch König Stephan Báthory von Polen 1577 und 1734 durch russische und sächsische Truppen wurde Gdingen stark in Mitleidenschaft gezogen, und danach jeweils wieder aufgebaut.
1756 wurden von der Naturforschenden Gesellschaft Danzig Wacholder- und Rotfichten-Bestände in Gdingen beschrieben.

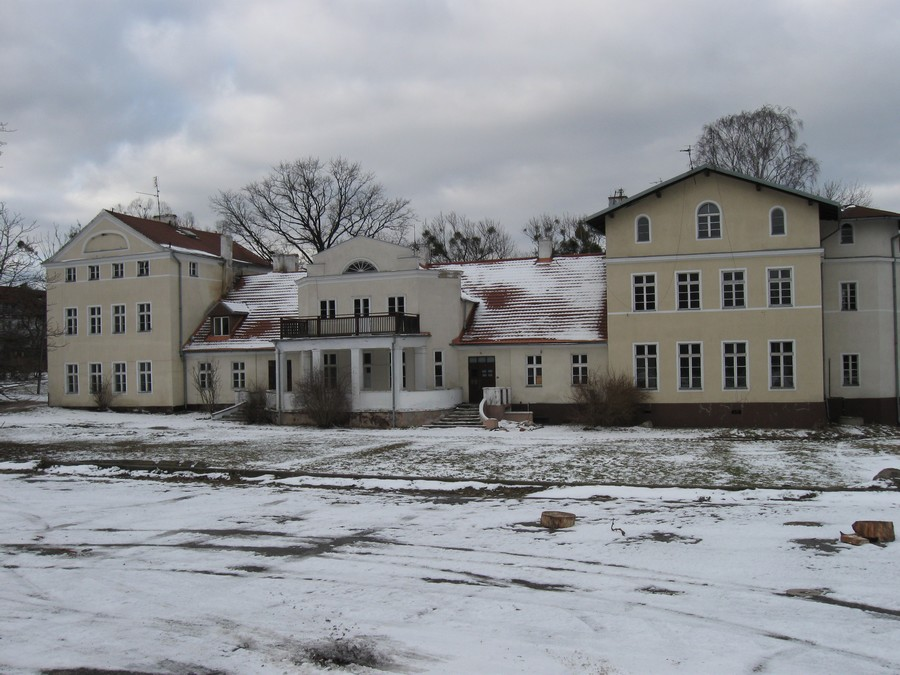
Gutshaus Koliebken

Die heute zu Gdingen gehörenden Ortschaften Groß Katz (pl. Wielki Kack, kasch. Wiôldżi Kack), Klein Katz (1933 zu Gdynia, pl. Mały Kack, kasch. Małë Kack) und Koliebken (pl. Kolibki, kasch. Kòlëbki), unterstanden feudalen Grundherren, die ab 1383 nachweisbar sind. Adelige wechselten mit Danziger Ratsfamilien. 1685 erwarben König Johann III. Sobieski und Königin Marie Casimire Louise de la Grange d’Arquien Koliebken. Nach Johanns III. Tod (1696) nutzte die Königinwitwe Koliebken als Wohnsitz. Sie ließ einen Park anlegen, der noch heute besteht und für seinen alten Baumbestand bekannt ist. Später kehrte die Königinwitwe nach Frankreich zurück. Ihr Sohn Jakob Louis Heinrich verkaufte Koliebken 1720 an den Grafen Peter Georg Prebendow (Piotr Przebendowski). Dessen Neffe Józef Przebendowski ließ 1763 in Koliebken die katholische St. Josefskirche errichten, die 1939 zerstört wurde.

## Königreich Preußen und ab 1871 als Teil Deutschlands
Bei der Ersten Teilung Polens 1772 annektierte das Königreich Preußen Preußen königlichen Anteils mit Gdingen, aber zunächst ohne die freien Städte Danzig, Elbing und Thorn. Preußen königlichen Anteils wurde – ohne Ermland – zunächst als Provinz Westpreußen reorganisiert, zu der Gdingen nun gehörte.

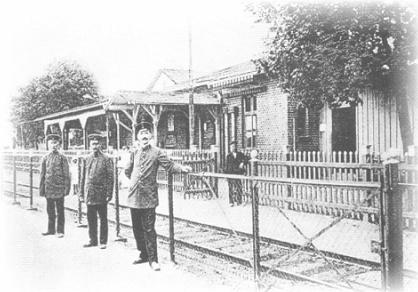
Der Bahnhof Gdingen um 1900

1789 zählte Gdingen 21 Häuser, in denen 20 Familien wohnten. In der ulica Folwarczna (Vorwerksstraße) im Stadtteil Adlershorst (Orłowo) befindet sich das im 17. und 18. Jahrhundert neogotisch erbaute Vorwerk Klein-Katz (pl. Mały Kack, kasch. Małë Kack), das selbst nicht zum gleichnamigen benachbarten Stadtteil gehört. Gdingen wuchs langsam. In den Jahren 1820 bis 1822 wurde die Landstraße von Stettin nach Danzig durch Gdingen befestigt. Bis 1870 wurde die Bahnstrecke Stargard–Danzig erbaut, die durch Gdingen führt. Zu dieser Zeit hatte Gdingen ca. 1.200 Einwohner.
In den Jahren 1867/1871 wurde Preußen und damit Gdingen ein Teil des Deutschen Reiches. 1872 wurde das Vorwerk Grabau (pl. Grabówek, kasch. Grabòwka) nach Gdingen eingemeindet. 1882 eröffnete die Deutsche Reichspost ein Postamt in Gdingen, woran am 21. August 1982 die Poczta Polska mit einer 100-Jahr-Feier erinnerte. Der Bahnhof Gdingen eröffnete 1884. Das älteste erhaltene Haus Gdingens, vom Ende des 19. Jahrhunderts, ist das Haus zweier Fischerfamilien am Plac Kaszubski 7b (Kaschubischer Platz). Das Haus beherbergt heute ein Café.

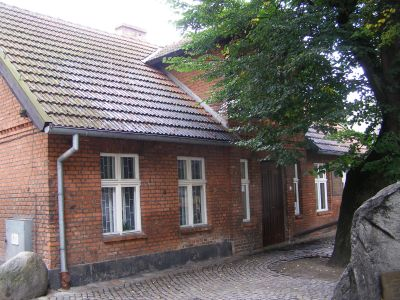
Abraham-Museum des Stadtmuseums

Anfang des 20. Jahrhunderts entstand das ländliche Haus der Familie Skwiercz in der ulica Starowiejska 30 (Alte Dorfstr.), das von 1920 bis zu seinem Tode 1923 der kaschubische Kämpfer für ein polnisches Pommerellen, Antoni Abraham, bewohnte. Die Dorfstraße war damals gewunden, weshalb das Haus heute nicht direkt an der später begradigten Straße liegt. Dieses Haus birgt heute eine Abteilung des Museums der Stadt Gdingen mit einer Ausstellung über die Geschichte des Dorfes Gdingen.
Mit dem aufkommenden Badetourismus ab Ende des 19. Jahrhunderts wandelte sich Gdingen von einem Fischerdorf zu einer Sommerfrische mit mehreren Häusern aus Backstein, darunter Restaurants, Cafés und Ferienunterkünfte, und Fischräuchereien sowie einem Anleger für kleinere Schiffe. Eine Danziger Badegesellschaft errichtete ein Kurhaus und eine Badeanstalt am Strand der Danziger Bucht sowie 1904 eine Verbindungsstraße zum Bahnhof, seinerzeit Kurstraße (ulica Kuracyjna; seit 1929 ulica 10 Lutego). Zudem wurde die Danziger Chaussee (Szosa Gdańska, auch Oxhöfter Weg, Droga Oksywska, heute ulica Świętojańska) angelegt. Ebenfalls zu Beginn des 20. Jahrhunderts eröffnete Johann Adler zwischen Gdingen und Zoppot einen Badebetrieb, der nach ihm Adlershorst (heute der Stadtteil Orłowo) genannt wurde. An Adler erinnert zudem sein ehemaliges Haus, das Café Galeria Adlerówka am Katzer Fließ (Kacza).
1910 wurde unterhalb Oxhöfts ein Anleger für Fischerboote gebaut und die katholischen Barmherzigen Schwestern des Hl. Vinzenz von Paul eröffneten eine Niederlassung in Gdingen. Im Zuge des späteren Ausbaus Gdingens errichteten sie 1923/1924 das noch heute bestehende Ordenshaus in der ulica Starowiejska 2. Die Barmherzigen Schwestern widmeten sich v. a. Armen und Kranken, aber sie boten auch Fremdenzimmer an. 1927 errichteten die Schwestern am Płac Kaszubski ein Hospiz, das ausschließlich als Logis für Urlauber diente. Kurz darauf wurde es in ein Hospital umgewandelt, das die Schwestern noch heute betreiben.

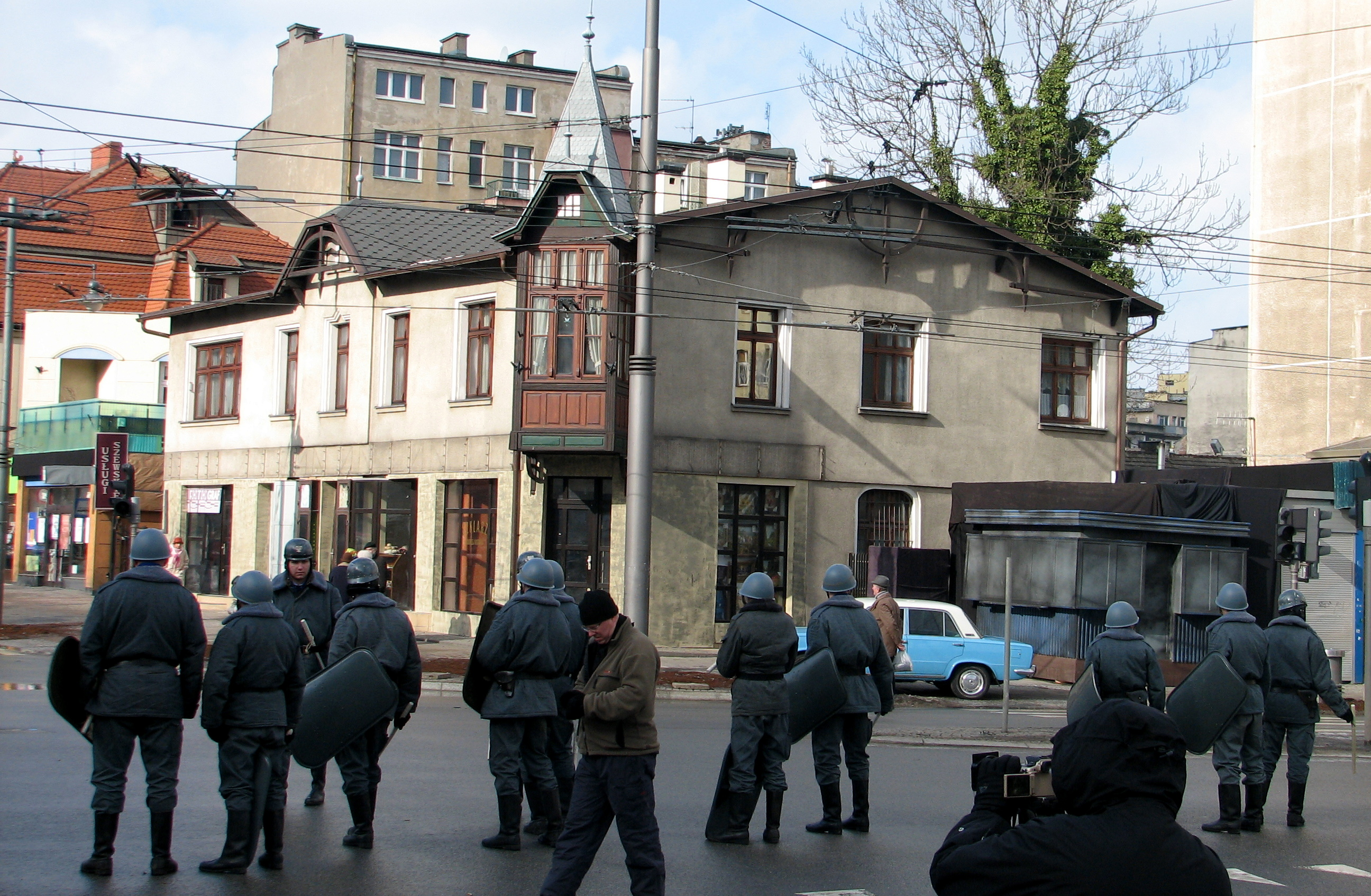
Das Haus von Jan Radtke bei Filmaufnahmen 2010

1912 baute sich Jan Radtke sein heute noch erhaltenes Haus an der ulica 10 Lutego 2 Ecke ulica Świętojańska, das sich durch sein hölzernes Ecktürmchen auszeichnet. Radtke (1872–1958) wurde der erste kaschubische Gemeindevorsteher und amtierte vom 23. November 1918 bis 1926, woran eine Tafel an dem Haus erinnert. Radtke bot auch Fremdenzimmer an und als Gäste verweilten in seinem Haus u. a. der Schriftsteller Stefan Żeromski, der ermländisch-polnische Komponist Feliks Nowowiejski, sowie der Erbauer des Hafens von Gdingen, Ingenieur Tadeusz Wenda (1863–1948). 1913 entstanden Pläne für eine Bebauung entlang der Küste in Oxhöft und auf dem Steinberg (Kamienna Góra), dem Hausberg Gdingens. Ein weiteres noch heute erhaltenes Haus – ebenfalls mit Fremdenzimmern – baute sich 1914 Familie Schroeder in der ulica Starowiejska 10a.

## Zweite Polnische Republik
Der Erste Weltkrieg ging zu Ungunsten der drei polnischen Teilungsmächte Deutschland, Österreich-Ungarn und Russland aus. Die westlichen alliierten Sieger des Ersten Weltkriegs und das unterlegene Deutschland vereinbarten am 28. Juni 1919 im Vertrag von Versailles die Abtretung einzelner Gebiete. Gemäß dem Vertrag bedurften Abtretungen teils der Zustimmung der Bewohner der betreffenden Gebiete durch Plebiszit, teils erfolgten sie ohne Abstimmung der Bewohner.
Gdingen wurde wie 62 % der Fläche Westpreußens am 20. Januar 1920 ohne Abstimmung ein Teil der Woiwodschaft Pommerellen der Zweiten Republik Polen. Der Ortsname lautete jetzt offiziell Gdynia. Polen erhielt so einen 74 km langen Küstenstreifen. Da der Landverkehr zwischen beiden Teilen Deutschlands Pommerellen passieren musste, wurde dieser Teil Polens auch Polnischer Korridor genannt. In der enthusiastischen Stimmung nach der Staatsgründung zelebrierte Polen in Putzig (Puck) am 10. Februar 1920 die Vermählung mit dem Meer (poln. Zaślubiny Polski z morzem): General Józef Haller von Hallenburg ließ in einer feierlichen Zeremonie in Anwesenheit von Militärs, Geistlichen und politischen Vertretern einen Ring ins Meer werfen und so die 'Vermählung' vollziehen. Zum Gedenken an dieses Ereignis wurde vor Ort eine Gedenksäule errichtet. Mit dem Zugang zur Ostsee wurde die Forderung laut, eine polnische Seemacht aufzubauen.

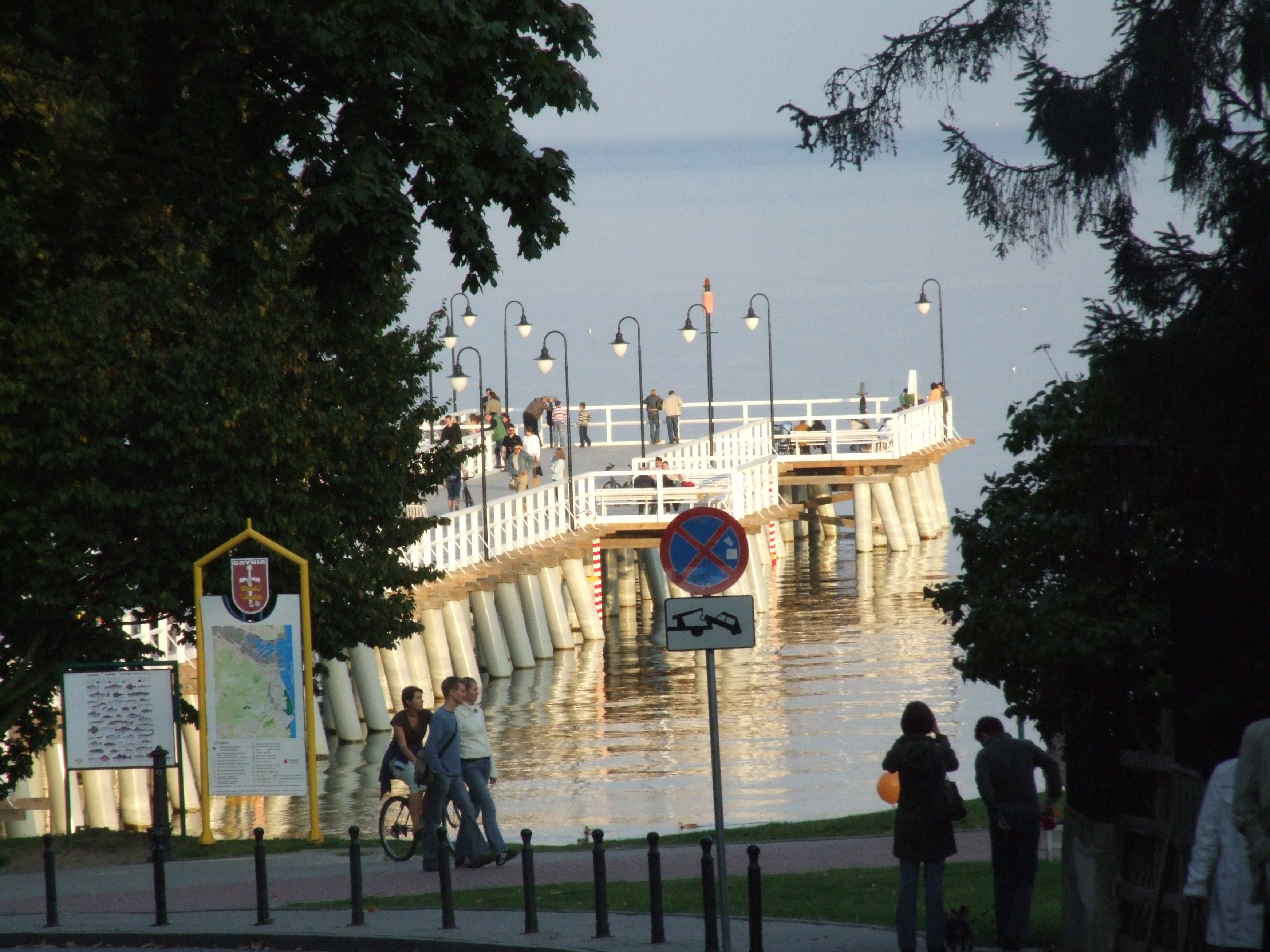
Seebrücke in Orłowo

Schon im ersten Sommer der Zugehörigkeit zu Polen trafen im Boża Zatoczka am Fuße des Steinbergs und des Kliffs in Adlershorst viele polnische Sommerfrischler ein, um dort ihre Ferien zu verbringen. Unter ihnen war mit Stefan Żeromski einer der größten polnischen Schriftsteller jener Zeit, der sich in Adlershorst in einer ehemaligen Fischerhütte niederließ.

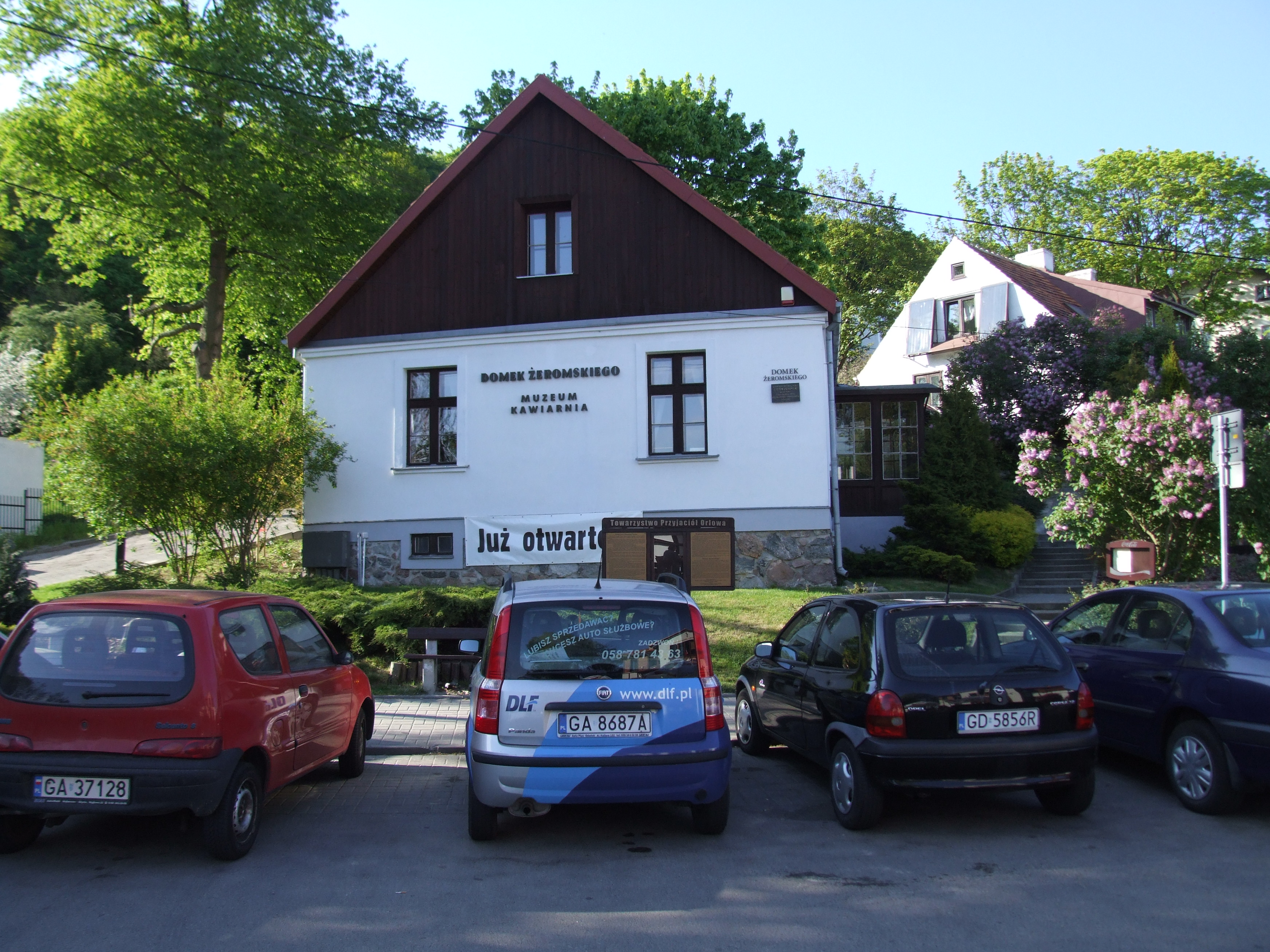
Żeromski-Häuschen in Orłowo

In der Fischerhütte werden die mit ihm verbundenen Erinnerungsstücke sorgfältig aufbewahrt und die Gesellschaft der Orłowo-Freunde organisiert regelmäßig Ausstellungen und Treffen mit historischem oder anderem Hintergrund.
An der polnischen Küste gab es damals keinen Hochseehafen. Drei Monate nach der Feier in Putzig beauftragte Vizeadmiral Kazimierz Porębski, ehemals Abteilungsdirektor für Seeangelegenheiten im Verteidigungsministerium, den Ingenieur Tadeusz Wenda, den günstigsten Standort für den Bau eines Kriegshafens ausfindig zu machen.
Wenda berichtete im Juni 1920:

„der günstigste Ort für den Bau des Kriegshafens (wenn nötig, auch des Handelshafens) ist Gdingen und eigentlich das Tiefland zwischen Gdynia und Oxhöft, gelegen in 16 Kilometer Entfernung von Nowy Port in Danzig. Dieser Ort besitzt folgende Vorteile: Er liegt geschützt durch die Halbinsel Hela sogar vor Winden, vor denen Danzig nicht geschützt ist, das tiefe Wasser befindet sich nahe der Küste, und zwar die 6 m tiefe Linie ist 400 m von der Küste entfernt, und die 10 m tiefe Linie ist von [der Küste] 1.300 bis 1.500 m entfernt, die Küste ist flach und befindet sich 1 bis 3 Meter über dem Meeresspiegel, Überfluss an Süßwasser, das der Chylonia-Bach [dt.: Kielau; kasch. Chëlonô] mit sich führt, Nähe des Bahnhofs Gdynia (2 Kilometer), guter Ankerboden auf der Reede…“

Die Wahl der polnischen Regierung fiel – auch nach Porębskis Fürsprache – im Winter 1920 auf Gdingen als polnischer Hafenstandort. Wenda lieferte noch 1920 den Entwurf für den Hafen, der aus drei Teilen bestehen sollte: dem Kriegs-, dem Handels- und dem Fischereihafen. Gdingen sollte Polens Tor zur Welt werden. Die Entscheidung einen Hafen zu bauen, entwuchs auch aus schlechter Erfahrung. Das in einer kommunistischen Revolution zusammengebrochene Russland war selber einer der Alliierten des Ersten Weltkriegs und kein Kriegsverlierer, mit dem im Rahmen eines Friedensvertrags territoriale Zugeständnisse an Polen hätten vereinbart werden können.
Einige Verfechter eines Wiedererstehens Polens griffen daher unter Führung Marschall Józef Piłsudskis Sowjetrussland an. Der Polnisch-Sowjetische Krieg wurde von Großbritannien und Frankreich mit Waffenlieferungen unterstützt, um mit der Sowjetunion den Kommunismus zu schlagen. Die Schauerleute in Danzig hatten aber teilweise das Löschen der Rüstungsgüter bestreikt, um der jungen Sowjetunion, dem vermeintlichen Arbeiterstaat, die Front von immer neuen gegen sie gerichteten Waffen freizuhalten.

### Bau des Hafens
1921 begann der Bau des Hafens in Gdingen, geriet aber wegen finanzieller Schwierigkeiten bald ins Stocken. Gdingen hatte laut polnischer Volkszählung von 1921 1179 Einwohner. Stefan Żeromski begleitete aufmerksam den Bau des vorläufigen Kriegshafens und des Liegeplatzes für Fischer schriftstellerisch. Inspiriert von diesen Arbeiten schrieb er den Roman Wiatr od morza (Der Wind von See her), in dem er ein überraschend getreues Bild des werdenden Hafens und der werdenden Stadt Gdingen lieferte.
Gdingen hatte zwar einen Eisenbahnanschluss, die Strecken führten jedoch nur über deutsches oder Freistadt-Danziger Staatsterritorium ins polnische Hinterland. In den Jahren 1920/1921 wurde daher die neue Bahnstrecke Gdynia Główna–Kościerzyna (Gdingen-Neue Welt-Gluckau-Kokoschken (Kokoszki)) erbaut, die dort an die um die Jahrhundertwende erbaute Strecke Danzig-Langfuhr-Zuckau-Karthaus (Kartuzy) anschloss. Von Zuckau (Żukowo) aus bestand damit ohne Grenzübertritt Anschluss an das polnische Binnenbahnnetz. Die Verbindung dieser Strecke bis Langfuhr ist heute durch den Lech-Wałęsa-Flughafen der Dreistadt Danzig-Zoppot-Gdingen unterbrochen.
1928 zog das 1921 in Hela eröffnete Seefischerei-Institut nach Gdynia. 1921/1922 entstand die noch bestehende Villa in der ulica Tetmajera, die Elemente kaschubischer Architektur aufgreift. Gdingens Gemeinderat beschloss am 19. Januar 1922 den forcierten Ausbau der Urlauberunterkünfte. So wurde in den 1920er und 1930er Jahren dann der Steinberg mit Villen und Pensionen bebaut. Auf der 52,4 m hohen Spitze des Steinbergs entstand ein Park, von dem aus man einen guten Blick über die Stadt hat. Im Sommer finden hier Freiluftkonzerte statt.

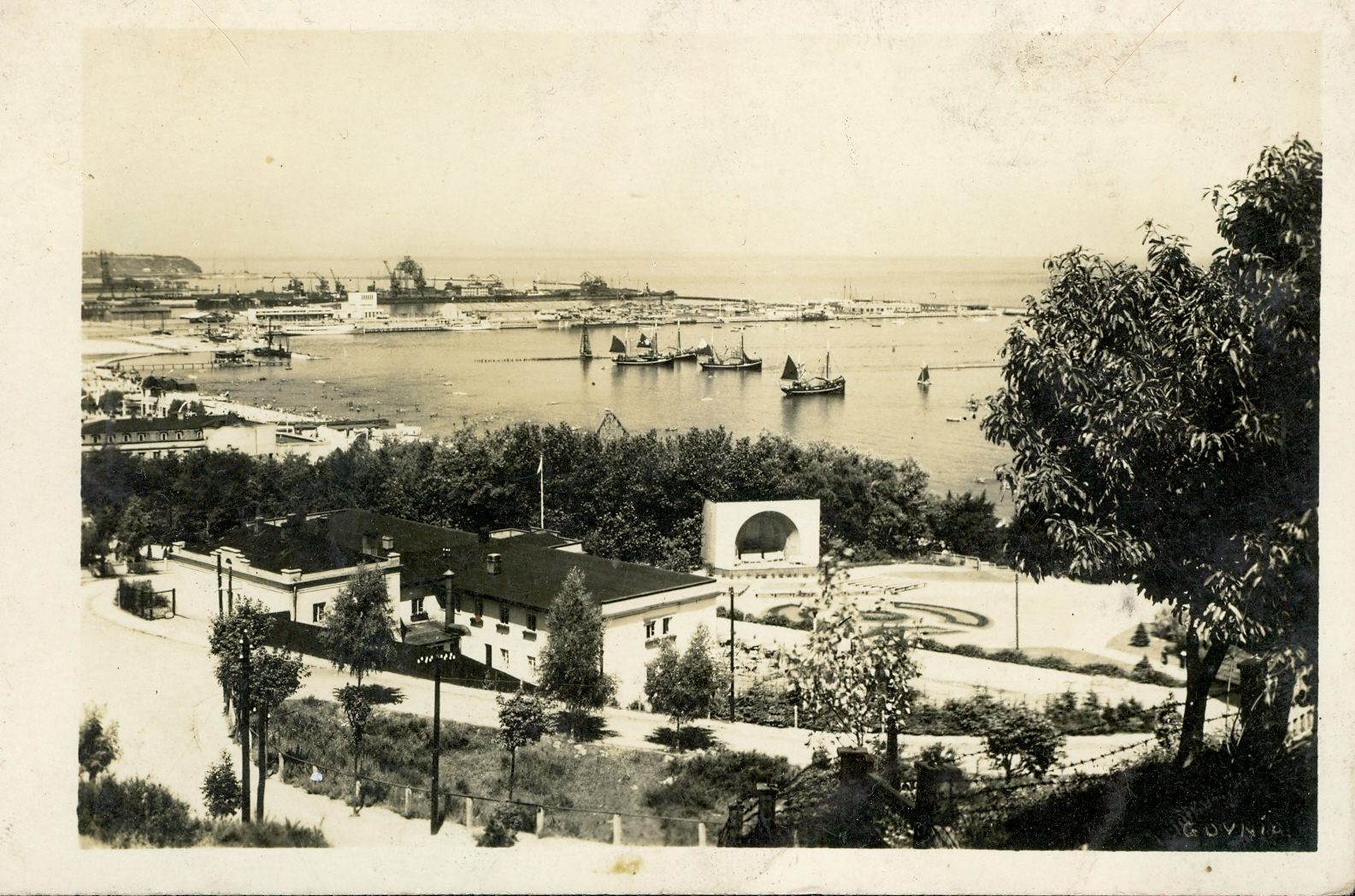
Blick vom Steinberg zu Hafen und Mole, 1934

In der übrigen Stadt entstanden moderne Gebäude, die auch maritime Elemente wie Bullaugen, bugförmige Hausecken und Aufbauten wie Kommandobrücken zitieren. Ein schönes Beispiel dafür ist das Abraham-Haus in der ulica Starowiejska 10. In der ulica Zawiszy Czarnego 1 zu Füßen des Steinbergs baute Władysław Granowski 1922/1923 das Hotel Polska Riwiera mit hölzernen Badebuden und einem Seesteg. Heute sitzt hier ein Garnisonsclub der Marine der Republik Polen.
Am 23. September 1922 beschloss der Sejm das Gesetz über den Bau eines Seehafens zum allgemeinen Nutzen in Gdingen nach den Entwürfen Wendas. Noch bevor der Sejm die Errichtung des Hafens, amtlich Autonome Körperschaft der Seebasis genannt, beschloss, förderte Eugeniusz Kwiatkowski, Minister für Industrie und Handel, den Ausbau Gdingens. Noch im Jahr 1922 wurde der Dampfer 's/s Gdynia' als erstes hochseetüchtiges Schiff mit Heimathafen Gdingen registriert. Die Investitionen in den Hafen betrugen 88 Millionen polnische Gulden (Złoty). Diese Investition wurde noch vor dem Zweiten Weltkrieg abgezahlt.
In Danzig bereitete der geplante Hafen Sorge und Unruhe, denn seine Einkommensquelle, Hafen für Polen zu sein, fürchtete es an Gdingen zu verlieren. Der Senat der Freien Stadt Danzig unter Präsident Heinrich Sahm (parteilos) intervenierte wiederholt bei Joost Adriaan van Hamel, Kommissar des Völkerbunds: Dieser möge Polen an seine Verpflichtungen gegenüber der Freien Stadt Danzig erinnern. Diese sei zur Freien Stadt erklärt worden, um Polen als Hafen zu dienen.

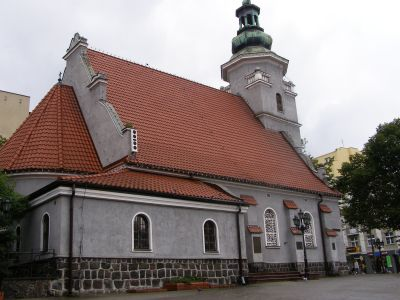
Kollegiatkirche St. Marien

Durch Schenkungen der Eigentümerin eines großen Bauernhofes, Elżbieta Skwiercz, wurde der Bau der in den Jahren 1922 bis 1924 von Marian Baranowski und Roman Wojtkiewicz errichteten katholischen Kollegiatkirche St. Marien in der ulica Świętojańska Ecke ulica Armii Krajowej möglich, die an Formen zentralpolnischer Sakralbauten der Renaissance und des Barock anknüpft. Im Januar 1923 eröffnete eine meteorologische Station in Gdingen, und der Hafen erhielt eine 550 m lange Pier und wurde durch einen 175 m langen hölzernen Wellenbrecher zur See hin abgeschirmt. Am 29. April 1923 eröffneten Polens Präsident Stanisław Wojciechowski und Premier Władysław Sikorski den provisorischen Kriegshafen und einen geschützten vorläufigen Liegeplatz für Fischereischiffe. Der endgültige Fischereihafen wurde erst 1933 fertig.

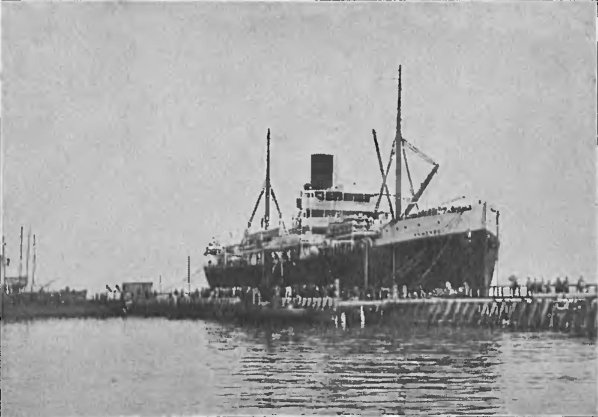
Die Kentucky an der Pier in Gdingen, 13. August 1923

Als erstes seegehendes Schiff lief die französische Kentucky am 13. August 1923 in Gdingen ein. Um den Hafenbau zu beschleunigen, beauftragte Polens Regierung im November 1924 ein franko-polnisches Konsortium damit. Das Konsortium beauftragte die dänische Baugesellschaft Højgaard & Schultz mit 1700 Bauleuten und Wenda als Bauleiter. Bis Ende 1925 entstanden ein kleines 7 m tiefes Hafenbassin, eine Mole als Südbegrenzung des Hafens (Südmole) und ein Teil der Mole im Norden, ein Bahnanschluss und verschiedene Kranbauten. Die Arbeiten kamen aber nur schleppend voran.
Während die Marine ab 1924 schrittweise ihre Schiffe von Putzig in den Militärhafen nach Gdynia verlegte, fragte der Senat der Freien Stadt Danzig unter Senatspräsident Sahm im Oktober 1925 beim Völkerbund an, ob nach Danzigs schmerzlichem Verlust von Warenumschlag an Gdingens neuen Handelshafen nicht zumindest die willkommene Verlegung des polnischen Munitionslagers von der Westerplatte nach Gdingen möglich sei. Doch dazu kam es nicht. Die polnische Marine errichtete ihre eigenen Werkstätten inklusive einer Marinewerft, in der auch heute die Marineschiffe überholt werden.
Während des Deutsch-Polnischen Zollkriegs schnitt Deutschland 1925 Industrie und Gewerbe aus den 1918 und 1920 polnisch gewordenen, ehemals deutschen Gebieten, durch Handelshemmnisse von ihren traditionellen Absatzmärkten in Deutschland ab. Das traf die Anbieter schwer und sie versuchten sich auf die ehemals russischen und österreich-ungarischen Teile des neuen Polens umzuorientieren. Da diese Gebiete aber bedeutend ärmer waren als Deutschland und die an Polen abgetretenen ehemals deutschen Gebiete, verlegten sich die Anbieter auf den Export in kaufkräftige Staaten in Nord- und Westeuropa sowie Nordamerika.
Der Streik britischer Bergarbeiter 1925 führte zu einem erheblichen Lieferausfall, den die polnischen Kohleförderer durch verstärkte Exporte ausglichen, wodurch sie sich dauerhaft im Kohleexport positionierten. Kwiatkowski, Polens Minister für Handel und Industrie, förderte Gdingen u. a. durch die Schaffung des zentralen Industriegebiets (Centralny Okręg Przemysłowy). Ab 1926 entstand am Hafen eine provisorische Durchgangsstation für Auswanderer. Auch eine Kohleverladeanlage ging 1926 in Betrieb und Nachlässe beim Frachttarif der staatlichen polnischen Bahn Polskie Koleje Państwowe verbilligten den Kohletransport und -export über Gdingen gegenüber dem traditionellen Export via Danzig. Der Kohleexport über Gdingen nahm daraufhin ab Mai 1926 stark zu.
Die Kohlezüge aus dem polnischen Teil des oberschlesischen Kohlereviers fuhren eine umwegige Strecke über Posen und durch Pommerellen, da die direkten, vor den neuen Grenzziehungen erbauten Eisenbahnverbindungen entweder über deutsches oder Danziger Staatsterritorium führten. Eine neue direkte, fremdes Territorium nicht berührende 450 Kilometer lange Bahnstrecke für Güter-, Kohle- und Erztransporte wurde von 1928 bis 1933 mit französischen Krediten gebaut. Diese so genannte Kohlenmagistrale (Magistrala węglowa, auch Linie D29 131) verband die Autonome Woiwodschaft Schlesien über Zuckau, Ramkau (Rębiechowo) und Espenkrug (Osowa) in meist gerader Linie mit Gdingen und kürzte die umwegigen binnenpolnischen Verbindungen um ein Fünftel, 130 Kilometer, ab.
Insgesamt stieg der Güterumschlag von 10.000 Tonnen im Jahr 1924 auf 2.923.000 Tonnen im Jahr 1929. Gdingen war zu dieser Zeit der einzige Hafen, der speziell für den Kohleumschlag konzipiert war. „Mit dem Blick auf die polnische Wirtschaftspolitik registrierte man [in Danzig] 1928/1929 die schnell wachsende Konkurrenzkraft Gdingens …, das seit 1926 voll einsatzfähig war, und den weltweiten Rückgang der Konjunktur.“

### Ausbau zur Großstadt
Der systematische Ausbau Gdingens zur Stadt begann 1925, als zu diesem Zweck eine Sonderkommission gebildet wurde.
In diesem Jahr wurde Gdynia an das Elektrizitätsnetz angeschlossen.
Am 10. Februar 1926 verlieh der polnische Ministerrat nach der in den ehemals deutschen Teilen Polens immer noch gültigen preußischen Gemeindeordnung von 1863 Gdingen das Stadtrecht. Am 14. April 1926 konstituierte sich der Stadtrat und wählte den Kaschuben Augustyn Krauze (1882–1957) zum Bürgermeister, der als zweiter Bürgermeister Breslaus und Bürgermeister Włocławeks (Leslaus) (1923/1924) sein Handwerk gelernt hatte. Gdingen trat dem Związek Miast Polskich (Verbindung Polnischer Städte, poln. Städtebund) bei. Die Stadt zählte zunächst 6.000 Einwohner – nach Eingemeindungen 1926 (u. a. Oxhöft) – stieg diese Zahl auf 12.000 und das Stadtgebiet maß 14 km².

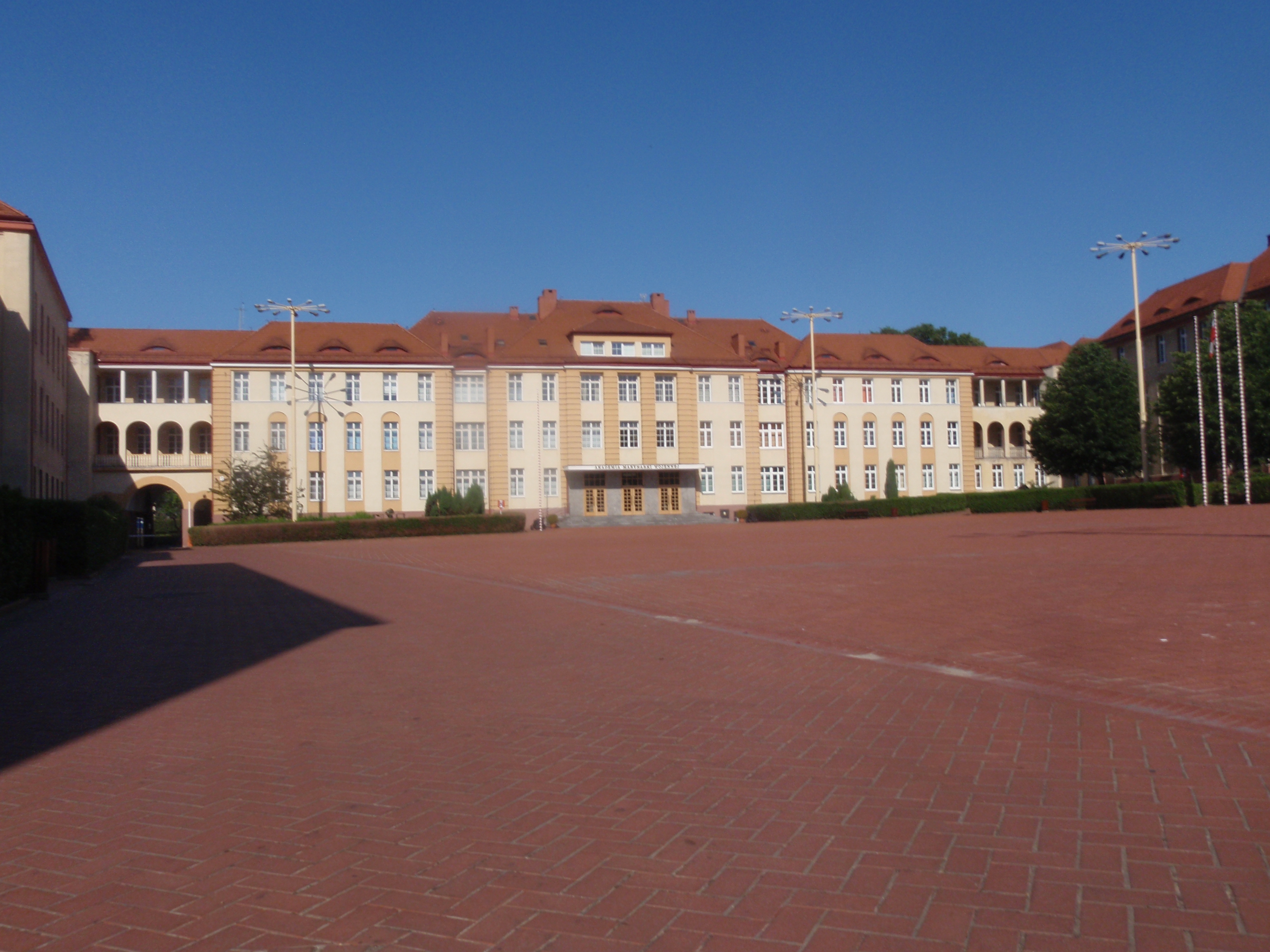
Ehrenhof der Marineakademie

Die Kriegsmarine der Republik Polen baute einen Flottenstützpunkt an der Oxhöfter Kämpe. Marian Lalewicz schuf von 1935 bis 1939 die schnörkellos kubische, katholische Garnisonskirche und die Akademia Marynarki Wojennej im. Bohaterów Westerplatte (Marineakademie der Helden der Westerplatte) im Stil des akademischen Klassizismus. Die Akademiegebäude gruppieren sich entlang dreier fächerförmig verlaufender Alleen, die am Torhaus zusammentreffen. Dieses trägt die Inschrift: Zum 28. November 1918 befehle ich die Schaffung der Polnischen Marine, Józef Piłsudski, 28. November 1918.
In der ulica Antoniego Muchowskiego, ebenfalls in Öxhöft, befindet sich der 1936 errichtete Marinefriedhof. Die deutschen Besatzer ließen den Friedhof verwüsten, erst nach 1989 wurde er wiederhergestellt. Die Grabinschriften erzählen interessante Details aus dem Leben der Bestatteten. Zum Beispiel der ehem. Marinesoldat Andrej Kłopotowski, der 2004 starb. Ausgezeichnet wurde er mit dem britischen Distinguished Service Cross und einer norwegischen Medaille für die Teilnahme an den Kämpfen vor Narvik. General Gustaw Orlicz-Dreszer (1889–1936), einer der Förderer der polnischen Marine, fand hier seine letzte Ruhestätte.

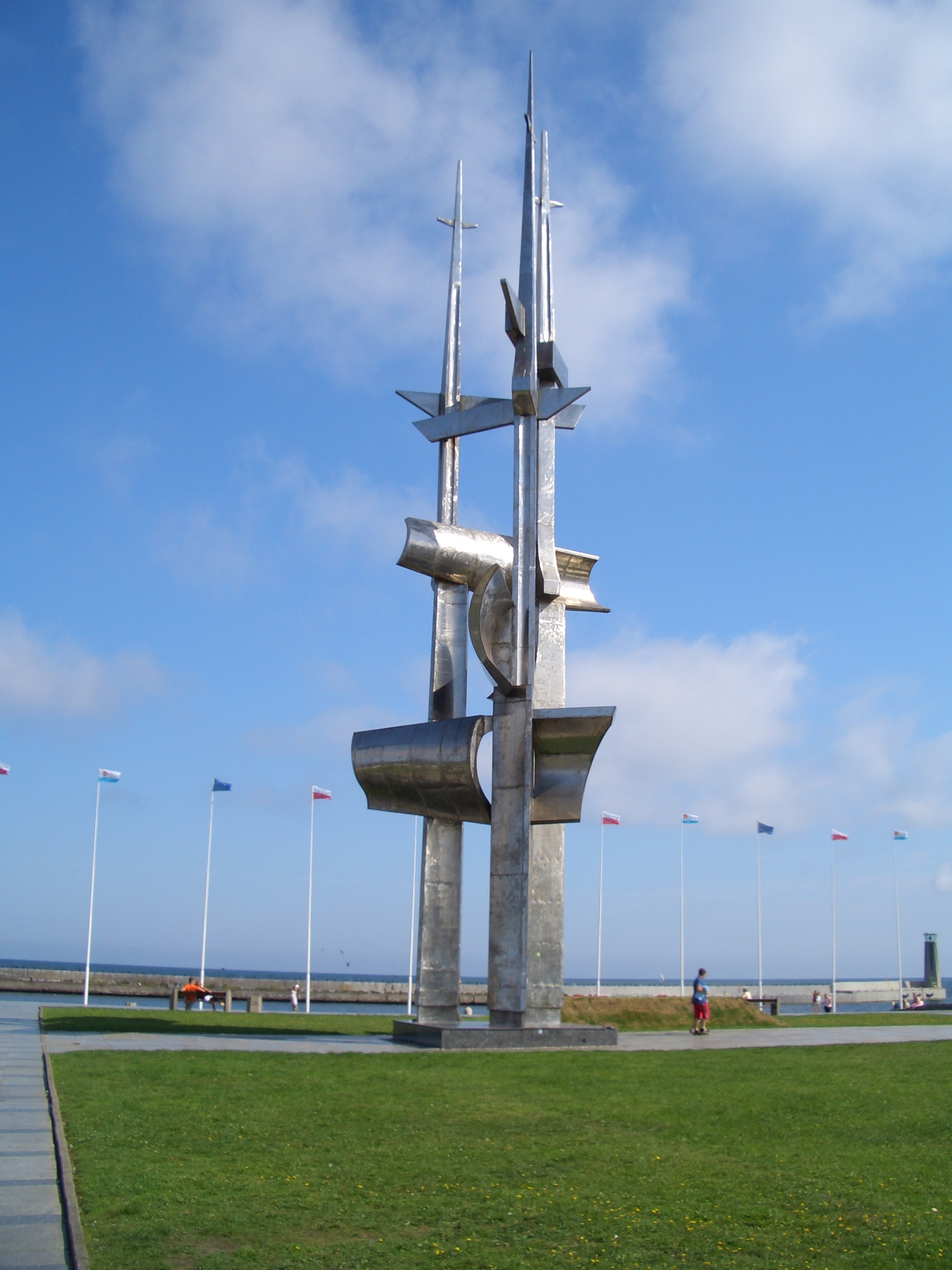
Denkmal am Skwer Kościuszki

Der Stadtausbau wurde planerisch vorbereitet und vorangetrieben, so dass Gdingen bis 1939 eine moderne Großstadt mit einer vom Bauhausstil geprägten Architektur wurde. Im Zuge des Ausbaus zum polnischen Tor zur Welt stieg die Zahl der Bewohner bis 1938 auf über 100.000. Bis 1937 umfasste das Straßenverzeichnis der Stadt 576 Straßen und Plätze. Unter den Zuzüglern waren auch Juden, deren Zahl im Zensus vom 9. Dezember 1931, bei insgesamt 33.217 Einwohnern, mit 84 angegeben wurde.
Eine jüdische Kultusgemeinde in Gdingen bildete sich 1932.
Im April 1927 zog das polnische Staatliche Meteorologische Institut von Danzig-Neufahrwasser (pl. Nowy Port; kasch. Fôrwôter) nach Gdingen in einen Bau in der ulica Abrahama 5, bevor es das von 1927 bis 1930 erbaute Gebäude mit seinem durchbrochenen Messturm in der ulica Waszyngtona 42 beziehen konnte. Auf dem Grundstück mit der Hausnummer 44 – unweit vom Skwer Kościuszki (Kościuszko-Platz) errichtete Adam Ballenstedt von 1927 bis 1929 das Gebäude der zunächst staatlichen Reederei Żegluga Polska (Polnische Schifffahrt). Der einfache Baukörper wird durch einen Säulengang mit fünf Arkaden betont, mit Gurtbögen an den Säulen und Details im Stil des Art déco. Heute sitzt hier das Oberkommando der polnischen Marine.

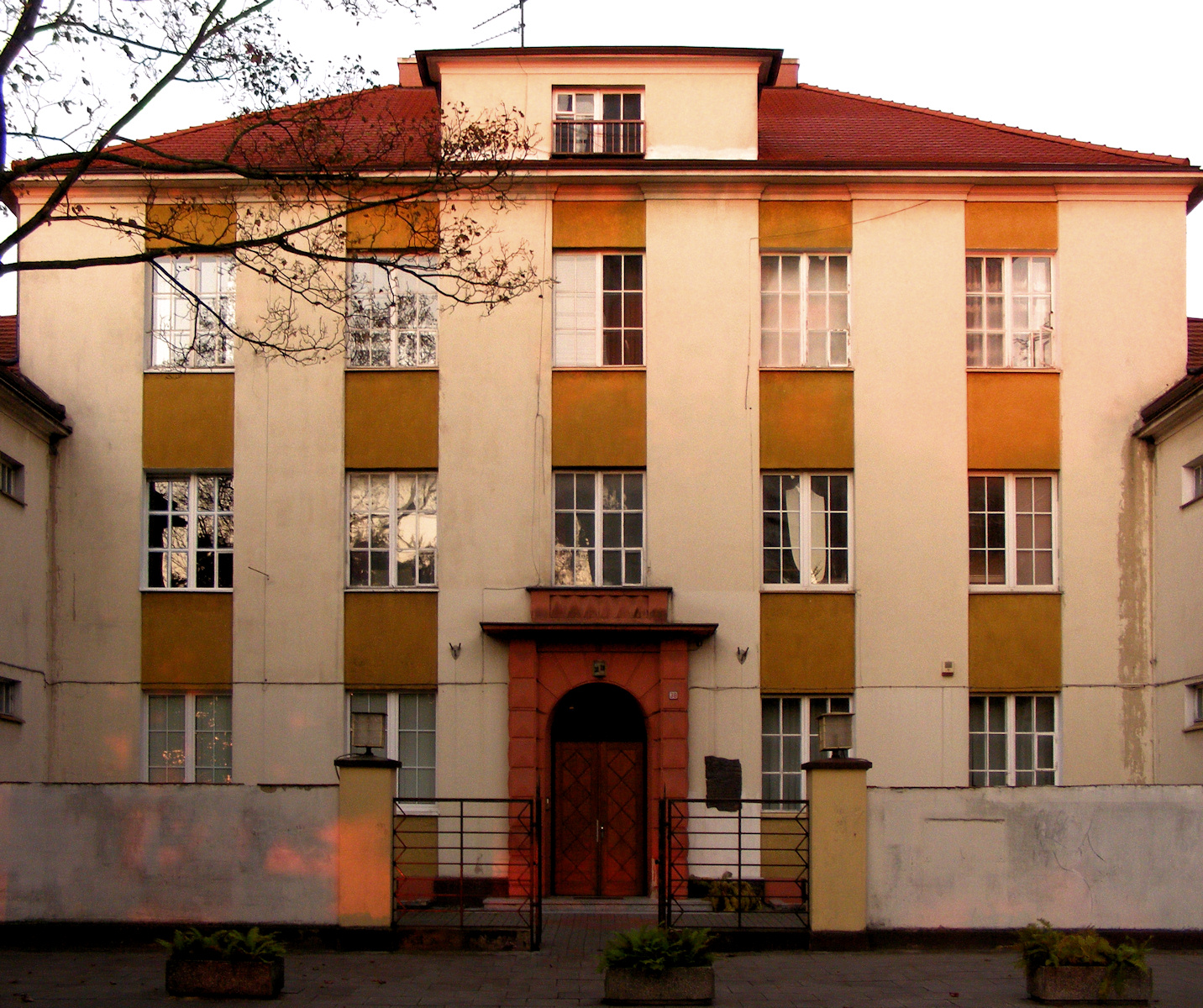
Hafenbau-Büro

Steuernachlässe lockten ab 1927 Investoren in die Stadt, die 1928 erheblich wuchs. 1928 entstand das Hafenbau-Büro mit einem kleinen Innenhof im Stile historischer polnischer Herrenhäuser, um Amt und Wohnung des Hafenbaumeisters Wenda aufzunehmen, der 1937 in den Ruhestand trat. An ihn erinnert eine Tafel am Eingang. Private Investoren traten mit ihren Bauten hervor, so ließ die Familie Pręczkowski von 1928 bis 1937 in Etappen am Skwer Kościuszki 10–12 Ecke ulica Żeromskiego eines der ersten Bürgerhäuser Gdingens in Formen der Moderne erbauen.
Der Architekt Tadeusz Jędrzejewski schuf abgerundete Fassadenmauern sowie ein Türmchen, die Formen einer Kommandobrücke und runder Schiffswände zitieren. Im Parterre befand sich vor und viele Jahre nach dem Krieg das Kino Polonia, später in Goplana umbenannt. Stanisław Filasiewicz errichtete 1929 für die Bank Polski in der ulica 10 Lutego 20/22 (Straße des 10. Februar 1926) ein Gebäude im historistischen Stil mit prächtigem Intérieur u. a. der Schalterhalle unter säulengestütztem Gewölbe. Jerzy Müller errichtete 1930 in der Aleja Piłsudskiego 52/54 für die Zweite Polnische Republik das Regierungskommissariat, das 1937 noch durch einen Flügel an der ulica Bema erweitert wurde.
Die Vergabe öffentlicher Gelder hatte ihre Schattenseiten. „Es kam zu Korruption, Spekulationen und Betrug. Mit einer Verordnung vom 24. November 1930 führte der Staatspräsident eine kommissarische Verwaltung für die Stadt Gdynia [ein] – der Regierungskommissar hatte in seinem Amt sowohl die Staatsangelegenheiten als auch die städtische Selbstverwaltung inne.“ Heute dient der Bau, der eine Dienstwohnung einschloss, als Sitz des Stadtrates und des Oberbürgermeisters von Gdingen.

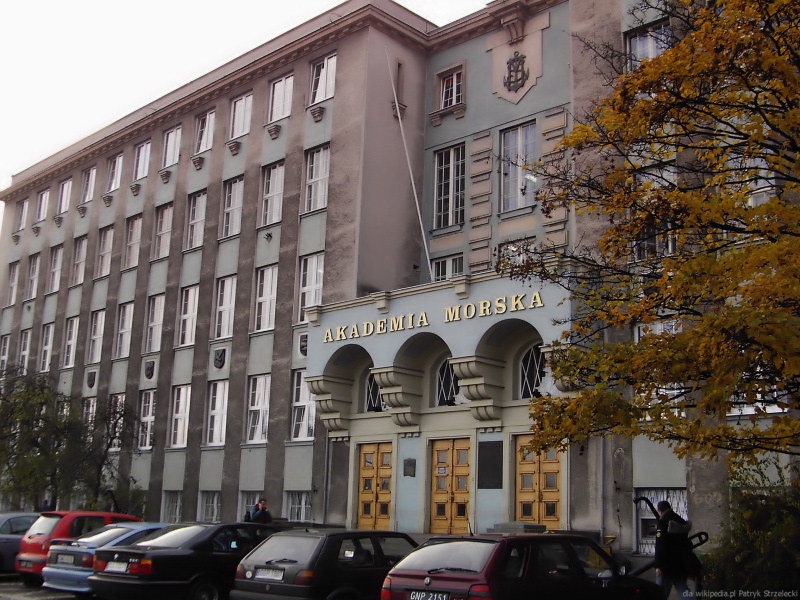
Die Hochschule für Seefahrt 'Akademia Morska'

Das Komitee der Nationalen Flotte zu Pomorze kaufte das 1909 in Hamburg bei Blohm + Voss als Prinzess Eitel Friedrich gebaute Segelschiff 1929 mittels in Pommerellen gesammelter Spenden, derentwegen das Schiff am 30. Juni 1930 in Dar Pomorza (Gabe Pommer(elle)ns, denn Pomorze bedeutet im Polnischen sowohl Pommern wie Pommerellen) umbenannt wurde. Bis 1981 diente sie der Marine als Segelschulschiff und ist seit dem 28. Mai 1983 Museumsschiff an der Südmole.

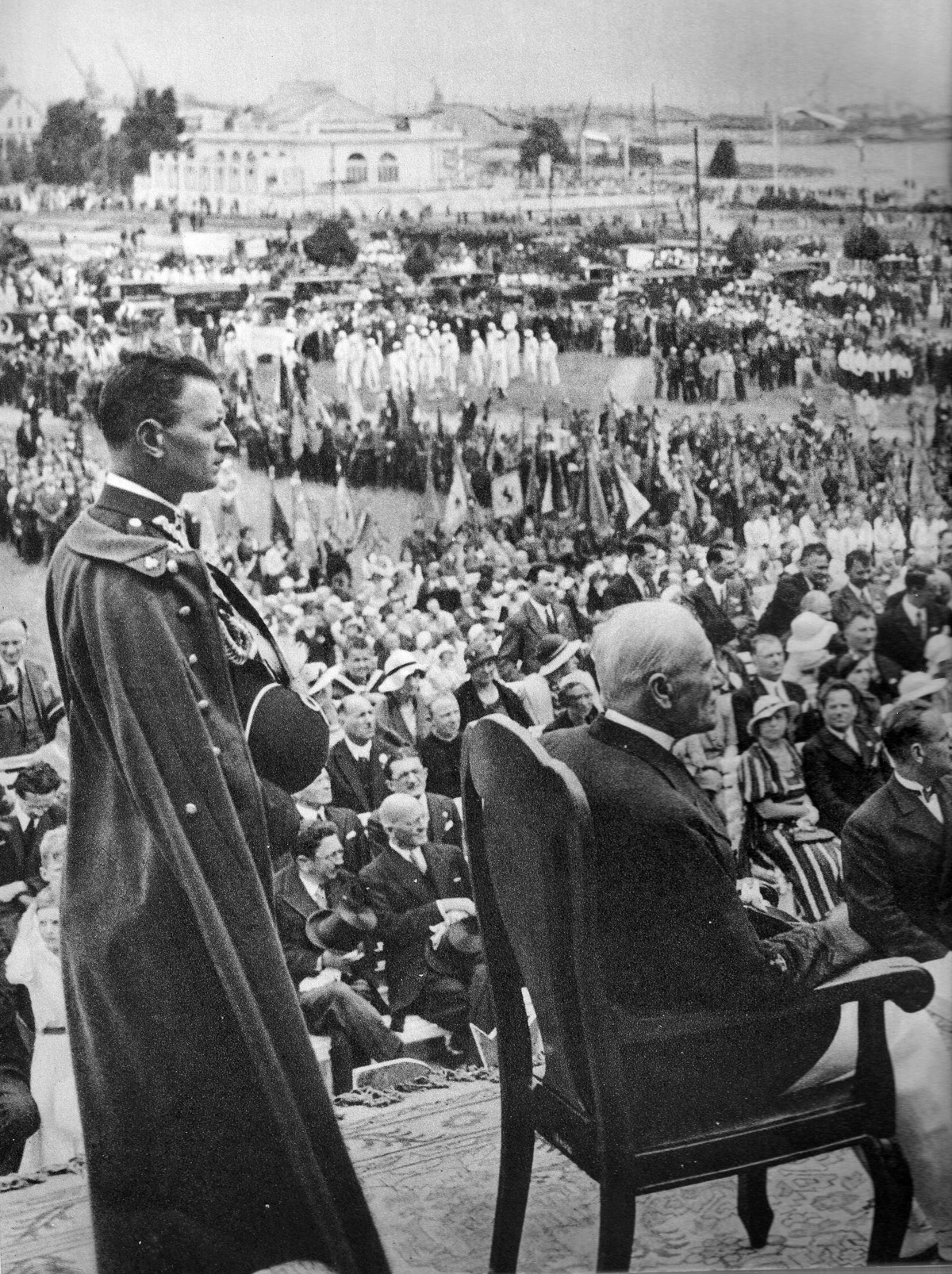
Präsident Ignacy Mościcki beim Einzug der (Hoch-)Schule für Seefahrt in ihr neues Gebäude

Die 1920 gegründete Staatliche Seefahrtsschule (Polnisch: Państwowa Szkoła Morska) wurde am 21. Juli 1928 von Dirschau (Tczew) nach Gdingen verlegt.
Mit der Indienststellung der Dar Pomorza 1930 bezog die Seefahrtsschule einen eigenen Bau. In diesen Jahren engagierten sich in und um Gdynia die beiden Generäle und Sportsmänner Mariusz Zaruski (einige Zeit Starost von Gdynia) und Gustaw Orlicz-Dreszer (Vorsitzender der poln. See-Liga) für die seemännische Erziehung der Jugend, die Popularität von Wassersport und die Vision eines maritimen Polen. Das Instytut Bałtycki (Ostsee- oder Baltisches Institut) zu Thorn eröffnete 1930/1931 eine Abteilung in Gdingen.

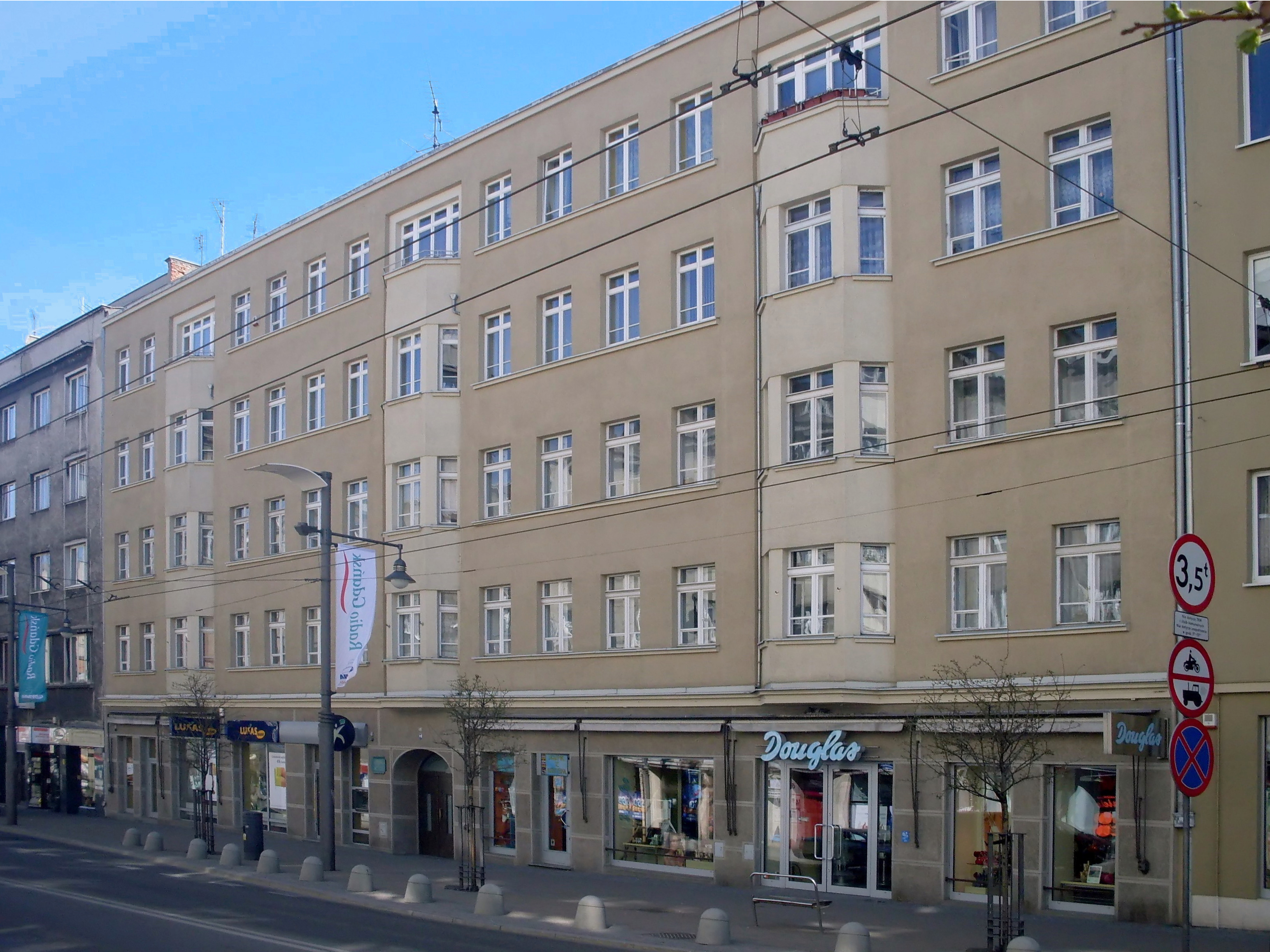
Haus der Familie Stankiewicz

In den 1930er Jahren ging der Ausbau der 33.217 Einwohner (1931) zählenden Stadt weiter. Tadeusz Jędrzejewski und Włodzimierz Prochaska errichteten 1931 für die Familie Stankiewicz in der ulica Świętojańska 53 ein Wohn- und Geschäftshaus. In der Tordurchfahrt des Hauses haben die heutigen Eigentümer eine kleine Ausstellung zur Geschichte des Hauses eingerichtet. Im gleichen Jahr entstanden in Kielau (pl. Chylonia, kasch. Chëlonô) eine Villa im Stil der alten Schule und in Adlershorst die Villa Weneda sowie die Pension Gryf. In den 1930er Jahren wurde die Strandpromenade in Adlershorst gebaut, unterhalb deren im Sommer das 1964 gegründete städtische Witold-Gombrowicz-Theater auf einer Strandbühne vor der Kulisse von Ostsee und Steilküste spielt.
Am 25. Juni 1931 zog die Meteorologische Station des Morski Państwowy Instytut Meteorologiczny (Staatliches Meteorologisches Seeinstitut) in den Neubau des Seeobservatoriums in der ulica Nadbrzeżna 42 (heute ulica Waszyngtona).
1931 gründeten die Brüder Robert und Franciszek Wilke ihre Firma (Robert Wilke – Motorówki Pasażerskie). Wilkes begannen mit einem Fischkutter, mit dem sie Touristen zu Rundfahrten ausfuhren. Die Brüder verkauften den Kutter, nahmen Kredite auf und orderten in der Werft Stocznia Gdynia S.A. das hölzerne Motorboot Delfin. Später kamen noch die Rekin, die Bajka, die Gryf, die Jaś und die Małgosia dazu. In der Sommersaison beförderten Wilkes über 200.000 Fahrgäste. Die Fahrten führten durch den Hafen oder nach Zoppot (Sopot), nach Danzig, Jastarnia oder Hela (Hel). Die deutsche Invasion 1939 setzte dem ein Ende. Seit 2006 bietet die Gesellschaft Żegluga Gdańska wieder regelmäßige Linienverbindungen nach Hela (60 Min.) und Jastarnia (75 Min.) an.
Dank Kwiatkowskis Einsatz wurde der Hafen bis 1930 zur vollen Funktionsfähigkeit ausgebaut mit Docks, Piers, Wellenbrechern und vielen weiteren nötigen Einrichtungen und Gewerbebetrieben (wie Lagerschuppen, Ladeanlagen, eine Reisschälfabrik). 1931 wurde er Ehrenbürger Gdingens. Der Hafenausbau erlaubte es, einen Großteil des vormals über Danzig laufenden Handels über Gdingen abzuwickeln, so dass z. B. „Danzigs Holzhandel beim zehnjährigen Jubiläum der Freien Stadt im November 1930 einen Tiefpunkt erreicht hatte, der 1931 und 1932 noch jeweils übertroffen wurde, während Gdingens Holzumschlag 1932 immerhin bereits 88000 t betrug – zweifellos in der Hauptsache durch Holz der polnischen Staatsforstverwaltung, die politisch, nicht wirtschaftlich handelte“ und ihr Holz bei Verschiffung über Gdingen preisreduziert anbot.
Ab 1931 wurde Gdingens Hafen mit französischen Krediten weiter ausgebaut, deren Gesamtvolumen – nicht nur die zum Zweck des Hafenausbaus gewährten – 1932 fünf Milliarden Französische Francs erreichte. Nachdem die Bank von England die Verteidigung fester Pfundpreise für Devisen 1931 eingestellt hatte, schwankten die in Pfund Sterling gemessenen Devisenkurse stark. Die Bank von Danzig hielt die Kurse in Danziger Gulden zu Sterling-Devisen stabil. Der Gulden der Freien Stadt Danzig gehörte zum so genannten Sterling-Block.
Der polnische Gulden (Złoty) fluktuierte mit dem Pfund Sterling – v. a. abwärts –, was für französische Gläubiger hohe Verluste bedeutete. Statt ihre Währungen zu sanieren und zu sichern, gingen viele Länder zu Import- und Devisenrationierungen über, die dem weltweiten Außenhandel dramatisch schadeten. Das machte es für Polen zunehmend schwierig, durch Exporterlöse Devisen zu erwerben, mit denen Tilgungen und Zinsen an französische Gläubiger hätten geleistet werden können. Daher stockte die französische Bereitschaft, an Polen weitere Kredite zu gewähren, und somit der Fortgang des Baus von Gdingens Hafen und der Kohlenmagistrale.
Es kam zu Entlassungen. In Pommerellen kam es Ende Mai 1932 in Gdingen, Karthaus und Wejherowo (Neustadt in Westpreußen) zu blutigen Zusammenstößen, die Menschenleben kosteten, zwischen Arbeitern aus Pommerellen und solchen aus ehemals russischen und österreich-ungarischen Teilen des neuen Polens, welche bei der Verteilung von Arbeitslosenunterstützung mit dem Hinweis bevorzugt wurden, sie seien in polnischen Schützenverbänden organisiert. Die polnische Marine in Gdingen und das in Wejherowo stehende polnische Militär verweigerten, gegen die pommerellischen Arbeiter wie befohlen vorzugehen.
Der schnelle Zuzug Arbeitssuchender übertraf die Möglichkeiten, adäquaten Wohnraum zu schaffen. „An dem Stadtrand entstanden Slums, in denen die Arbeitslosen, Obdachlose und niedrig bezahlte unqualifizierte Arbeiter mit ihren Familien“ wohnten.
Die Wohnungsnot trieb die Mieten hoch. Das förderte zwar die privaten Bauinvestitionen, doch betrugen die Mieten oft ein ganzes normales Monatseinkommen oder mehr.
Ein direkt an die französische Regierung gerichtetes polnisches Kreditgesuch beschied der französische Finanzminister Louis Germain-Martin im Juli 1932 abschlägig. So konnte nicht einmal der Bau der Kohlenmagistrale beendet werden, die in ihrem teilausgebauten Zustand 1932 schon täglich 20 Kohlenzüge nutzten. Der Gesamtumschlag betrug im Januar und Februar 1932 in den Häfen Danzigs 191.174 Tonnen weniger als im Vergleichszeitraum des Vorjahres. Gdingen konnte seinen Umschlag zwar im gleichen Zeitraum um 66.713 Tonnen ausweiten, doch insgesamt ging der polnische Außenhandel wegen des oben genannten weltweit zunehmenden Protektionismus zurück.
Doch zum vierten Quartal 1932 stabilisierten sich die Umsätze und 1933 stiegen Polens Exporte schneller als Gdingens Hafen ausgebaut werden konnte, so dass Danzig wieder einen steigenden Güterumschlag abwickeln konnte. 1934 übertraf Gdingens Hafen in puncto Umschlag alle anderen Ostseehäfen.
Gdingen wurde Passagierhafen für Überseereisen und am 1. Mai 1935 wurde im nahen Rumia (deutsch Rahmel, kasch. Rëmiô) ein internationaler Flughafen eröffnet. Den Schiffspassagen diente das 1932/1933 von Dyckerhoff & Widmann (Büro Katowice) erbaute Abfertigungsgebäude für Überseepassagiere Dworec Morski (etwa Überseehof), wo sich sowohl Touristen wie auch Auswanderer einschifften. Allen Besuchern steht das Gebäude heute offen, in dem eine kleine Ausstellung über seine Geschichte informiert.
Die staatliche Reederei Gdynia-Ameryka Linie Żeglugowe SA betrieb sieben Passagierschiffe. Im Vorort Grabau auf dem Gelände einer ehemaligen preußischen Kaserne aus dem 19. Jahrhundert ging 1933 eine Unterkunft für Auswanderer (Etap Emigracyjny) in Betrieb, die von dort durch eine eigene Gleisverbindung direkt zum Überseehof gebracht wurden. 1935 weihten Außenminister Józef Beck und Kwiatkowski, inzwischen Schatzminister, die Anlage offiziell ein. Viele jüdische sowie katholische Polen emigrierten von hier aus. Mit dem Krieg ab 1. September 1939 endete die polnische Passagierschifffahrt zunächst.

### Politische Entwicklung
In Polen regierte Piłsudski seit 1926 und etablierte eine zunehmend autoritäre Regierung. Als die Nationalsozialisten in Deutschland ihre Diktatur errichteten, kam es zu einer starken Annäherung beider Regierungen. 1934 schlossen beide den deutsch-polnischen Nichtangriffspakt. In ihren antijüdischen Haltungen waren sich beide Regierungen nahe, nicht aber in den Methoden. So wurde Gdingen zu einem wichtigen Hafen für emigrierende jüdische Polen. Zur Konferenz von Évian im Juli 1938 forderte die polnische Regierung, nicht nur die Möglichkeiten zu erörtern, wie jüdische Deutsche als Flüchtlinge unterzubringen seien, sondern auch jüdische Polen. Die polnische Regierung schlug Frankreich dazu vor, doch seine Kolonie Madagaskar als Aufnahmeland zu öffnen.
Für Auswanderer aus der Freien Stadt Danzig war Gdingen wichtig.
In der Freien Stadt wurde 1933 mit Hermann Rauschning ein Nationalsozialist Senatspräsident und bei den Volkstagswahlen am 7. April 1935 errangen die Nationalsozialisten 59,3 % der Stimmen. Anders als in Deutschland konnten sie die verfassungsgemäßen Freiheiten und Rechte nicht gänzlich beseitigen, da Teile der Verfassung von 1922 – insbesondere die Rechte der polnischsprachigen Freistadt-Danziger – vom Völkerbund garantiert wurden. Dennoch diskriminierte der Senat oppositionelle, jüdische und polnischsprachige Freistadt-Danziger nach Kräften, so dass insbesondere viele Juden die Freie Staat Danzig zu verlassen suchten.
Der in Danzig lebende ehemalige Kapitän Gustav Pietsch betrieb, finanziell unterstützt von jüdischen Verbänden, ab 1933 in Gdingen eine Fischerei- und Seefahrtsschule, in der vor allem junge jüdische Freistadt-Danziger ausgebildet wurden. Mit dem Abschlusszeugnis dieser Schule in einem praktischen Beruf stiegen die Chancen auf eine Auswanderung in das Mandatsgebiet Palästina oder zu anderen Orten. Mehreren hundert Absolventen gelang bis Ende 1938 die Ausreise. Diejenigen, denen das nicht gelang, konnten zumindest auf einem fremden Schiff anheuern und so das Land verlassen. Pietsch gehörte „zu den von den Nazis am meisten gehassten Ariern Danzigs.“ Wegen unerträglicher Überfälle und Repressalien durch Nationalsozialisten emigrierten Pietsch und seine Frau Gertrude Ende 1938 selbst nach Palästina, zogen später vorübergehend nach Deutschland und wurden 1961 durch den Senat von Berlin für ihre Rettungstat geehrt.
Ab Mai 1938 forderte Hitler, dass die Tschechoslowakei Gebiete abtreten solle, in denen Deutschböhmen und Deutschmährer lebten. Polens regierende Nationale Demokraten vertraten eine Politik, dass die Muttersprache die Nationalität bestimmen müsse. Polen forderte daher von der Tschechoslowakei die Abtretung des westlich der Olsa (pl. Olza/tschech. Olše) gelegenen so genannten Olsa-Gebietes. Diesen Anspruch unterstrich die Namensgebung der Olza, deren Bau am 28. August 1938 auf Gdingens Werft begann.
Sorgen um die Zukunft in den vom nationalsozialistischen Deutschland beanspruchten Gebieten, dem „Korridor“ und der Freien Stadt Danzig, machten sich breit, infolge derer sich internationale Investoren zurückzogen. Dazu gehörte die Reederei Det Bergenske Dampskibsselskab aus Bergen in Norwegen, die als Fa. Bergford je eine Niederlassung in Gdingen und in Danzig hatte und beide 1936 zum Verkauf anbot. Es hieß zwar, dass es vor allem betriebswirtschaftliche Überlegungen seien, die diesen Schritt begründeten. Allerdings hätten auch die wachsenden Spannungen zwischen Polen und dem nationalsozialistischen Deutschland bis zu einem gewissen Grad einen Einfluss, die für eine norwegische Gesellschaft sowohl im Polnischen Korridor als auch in Danzig eine besondere Bedeutung hätten.
1937 ging mit dem neuen Kornelevator die moderne Verladung von Getreide in Betrieb. Die Anlage ist heute ein Denkmal moderner Industriearchitektur.
Die polnische Kriegsmarine baute ihre Flotte aus. Die britische Werft J. S. White & Co. Ltd. baute 1935/1936 die baugleichen Zerstörer ORP Grom (ORP = Okręt Rzeczpospolitej Polski / Schiff der Republik Polen) und ORP Błyskawica (Blitz). Letztere lief am 1. Oktober 1936 vom Stapel und wurde am 25. November 1937 in Dienst gestellt. Im Rahmen der Operation Peking verließen die Torpedozerstörer Błyskawica, Grom und Burza am 30. August 1939 Gdingen in Richtung Großbritannien. Sie und ihre polnischen Besatzungen blieben nach der kompletten Eroberung des Landes durch deutsche Wehrmacht und Rote Armee am 6. Oktober 1939 im Einsatz. Am 4. Juli 1945 kehrte die ORP Błyskawica nach Gdingen zurück. Nach dem Krieg diente sie Schulungszwecken und zur Luftverteidigung.
Gdingens Hafen stieg 1938 in puncto Umschlag zum zehntgrößten Hafen Europas auf und bewältigte 46 % des polnischen Außenhandels mit 8,7 Mio. Tonnen (nach anderen Angaben 9,2 Mio. Tonnen). Die Stadt wurde weiter ausgebaut. In den Jahren 1932 bis 1935 schuf der Architekt Marian Maśliński in der ulica Starowiejska 7 ein Eckhaus für Juliusz von Hundsdorff.

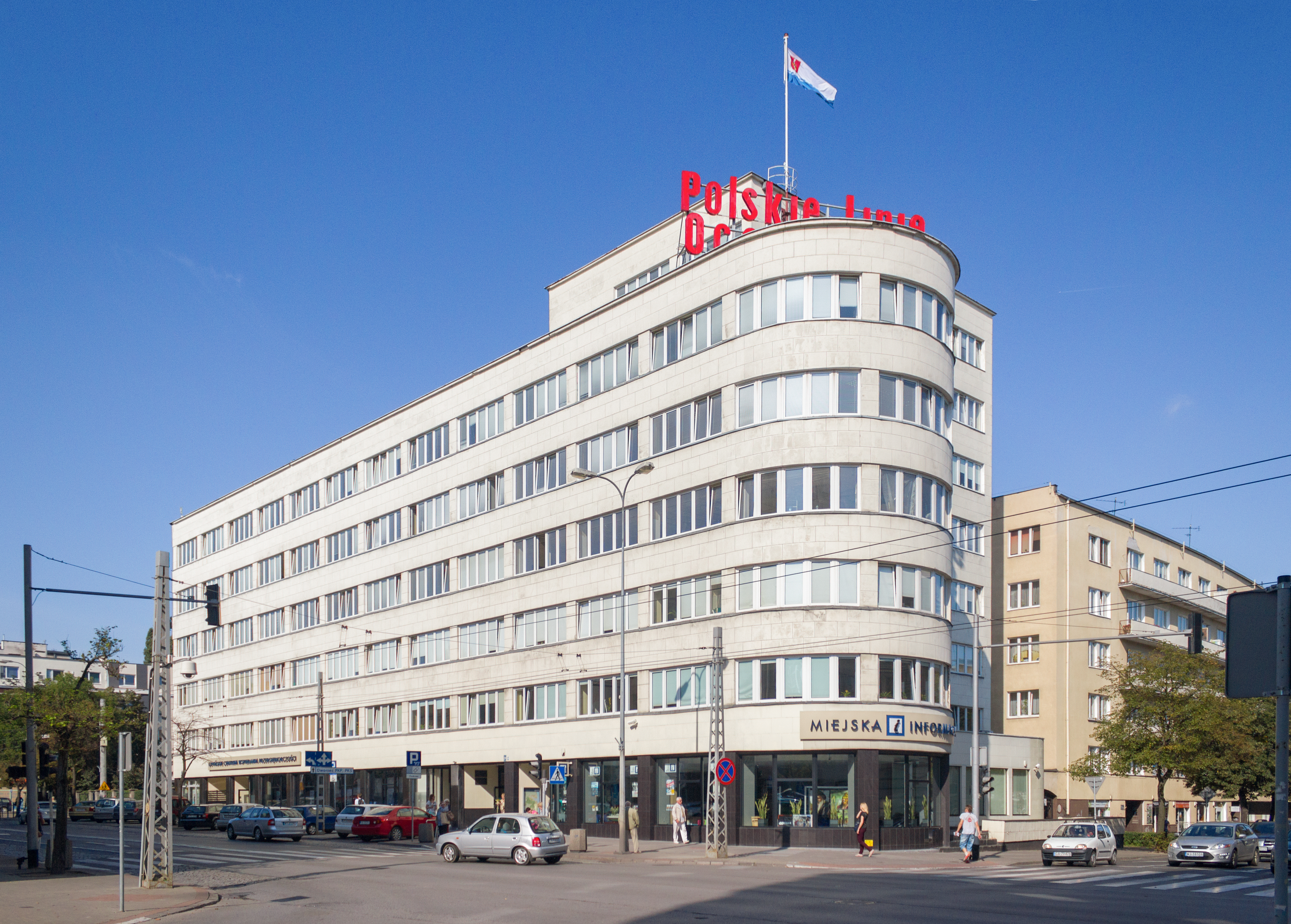
Bau der ZUS, jetzt POL

In der ulica 10 Lutego 24 entstand 1935/1936 ein Bürogebäude für die polnische Sozialversicherung (Zakład Ubezpieczeń Społecznych, ZUS) nach einem Entwurf von Roman Piotrowski. Es ist eines der Symbole der Moderne der Zwischenkriegszeit mit Baukörpern unterschiedlicher Größe sowie einem exponierten abgerundeten Teil. Die Fassaden sind unten mit schwarzem Granit verkleidet und oben mit hellem Sandstein. Heute sitzt die Reederei Polskie Linie Oceaniczne (Polish Ocean Lines, POL) in dem Gebäude.

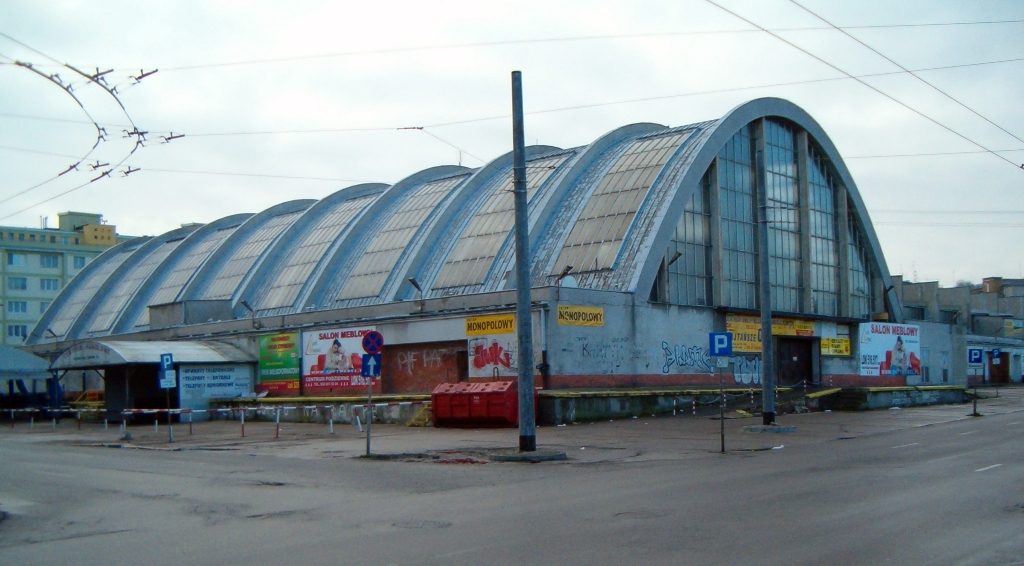
Die Markthalle

Die Bank Gospodarstwa Krajowego ließ in der ulica 3 Maja 27/31 Ecke ulica Batorego 26 (Stephan-Bathory-Str.) durch Stanisław Ziołowski das größte Wohngebäude Gdingens der Vorkriegszeit errichten. Auffällig ist das halbrunde Überbautürmchen an der ulica 3 Maja (Str. des 3. Mai 1791). Das Gebäude war modern ausgestattet u. a. mit einer Tiefgarage. Die Fassaden sind mit Kalkstein aus Szydłowiec im Karpathenvorland geschmückt. In der ulica Wójta Radtkego (Bürgermeister-Radtke-Str.) schufen Stefan Reychman und Jerzy Müller von 1935 bis 1938 die Markthalle, eine dreiteilige Bogenkonstruktion.
Im Rahmen der Stadterweiterungspläne des Architekten Stanisław Filipowski wurde 1935 bis 1937 in Verlängerung der Achse der ulica 10 Lutega die 600 m lange und 120 m breite repräsentative Südmole an Stelle des alten Holzstegs erbaut. Am Ende der Mole sollte ein 10 Meter hoher Obelisk an die in den Jahren 1918 bis 1921 erfolgte Vereinigung des dreigeteilten Polens zur Zweiten Republik erinnern. Dazu ist es nie gekommen, heute steht dort eine von Zdzisław Koseda geschaffene Statue des Schriftstellers Joseph Conrad Korzeniowski.
Auf der Südmole entstand ab 1937 – unterbrochen durch den Zweiten Weltkrieg – das Aquarium, das dann 1971 eröffnete.

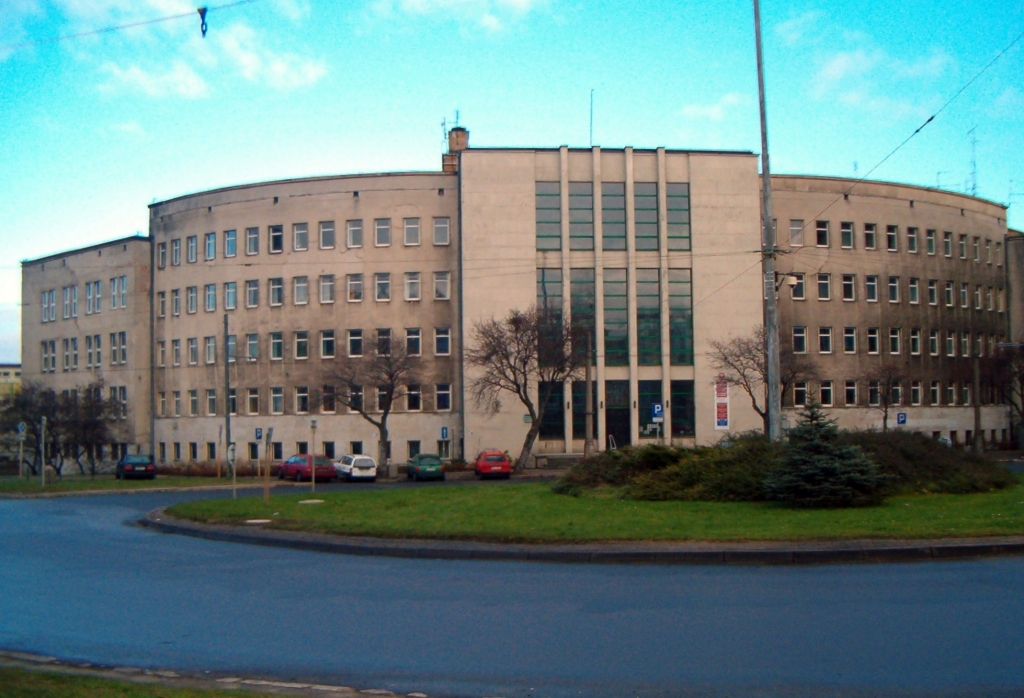
Das Gericht am Plac Konstytucji

Als weiterer repräsentativer Bau in dieser guten Stube Gdingens errichteten Bohdan Damięcki und Tadeusz Sieczkowski 1938/1939 das Haus des Polnischen Seglers. Ein runder vorspringender Bauteil bestimmt die Fassade zum Seglerbassin (Basen Żeglarski). Heute sind hier die Marinenavigationsschule der Marineakademie der Helden der Westerplatte und ein Planetarium untergebracht. Ferner liegen an der Südmole die oben erwähnten Museumsschiffe ORP Błyskawica und Dar Pomorza. Stanisław Płoski errichtete 1936 das Haus der Schwedischen Seeleute in der ulica Jana z Kolna 25, in dem ein Hotel und ein schwedisches Konsulat unterkamen.

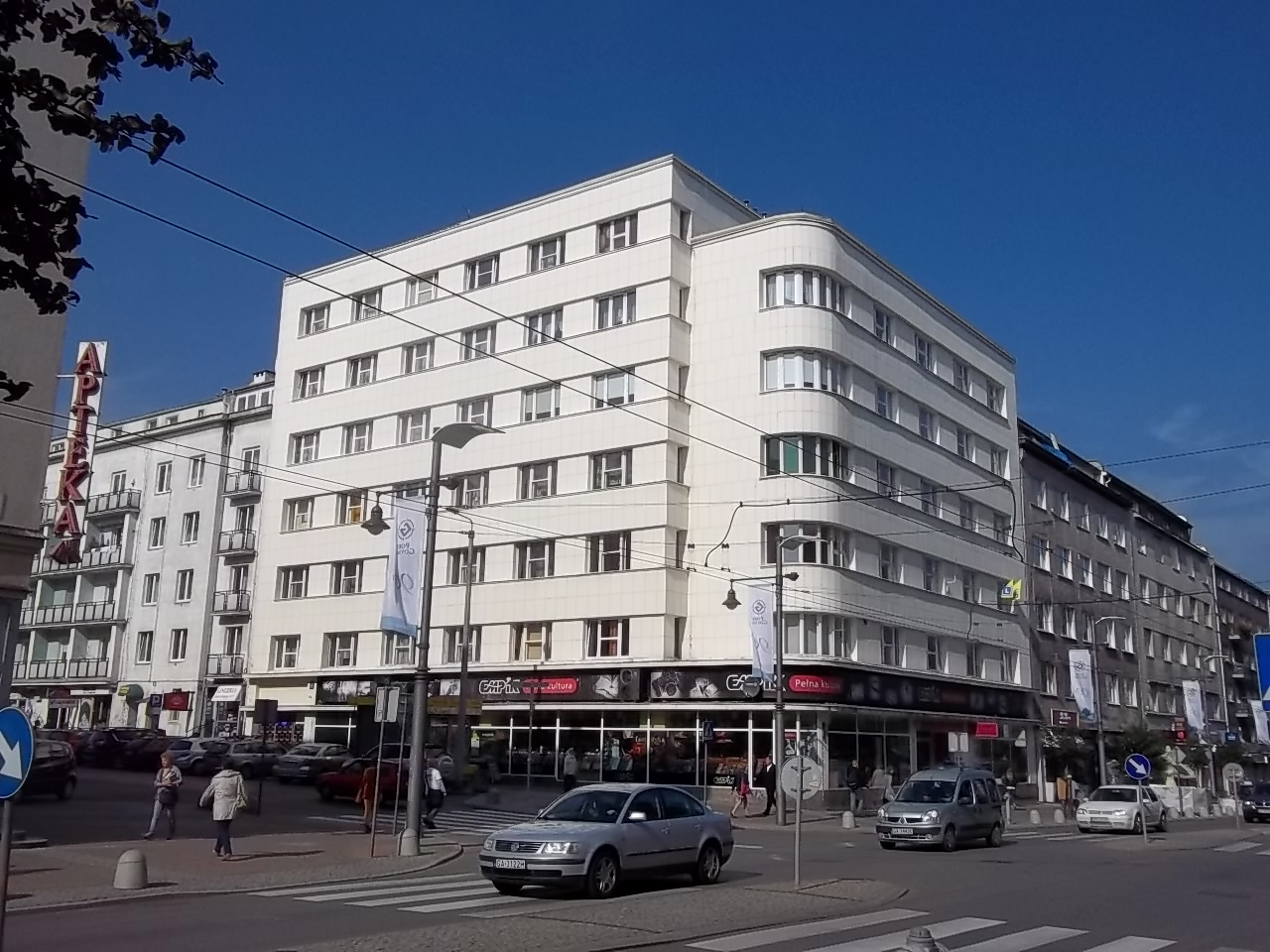
Eckhaus der Familie Orłowski

Am Plac Konstytucji 5 entstand 1936 das funktionalistische Gebäude für Kreisgericht und Staatsanwaltschaft. Familie Orłowski ließ sich 1936 in der ulica Świętojańska 68 ein modernistisches Eckhaus erbauen, das aus einem sechsgeschossigen Baukörper mit abgerundeten Ecken und Fenstern und einem siebenstöckigen quaderförmigen Bau besteht. Die Fassaden sind mit hellem Sandstein verblendet. Bis 1939 logierte in den unteren Etagen eine Filiale der französischen Warenhauskette Le Bon Marché. Heute findet sich hier ein Buch- und Pressesalon.

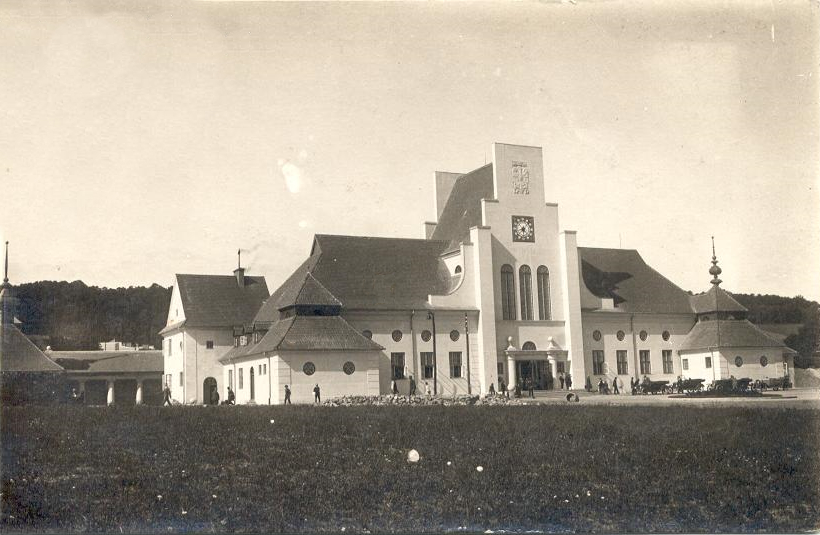
Hauptbahnhof, 1923 von Romuald Miller

Im gleichen Jahr ebenfalls in ulica Świętojańska 122 Ecke Aleja Piłsudskiego schuf der Architekt Leon Mazalon für sich und den Anwalt Antoni Ogończyk-Bloch ein Eckhaus mit interessanter Betonung der Ecklage durch senkrecht übereinander liegende stromlinienförmige Wintergärten und ähnlichen Balkonen zur Aleja Piłsudskiego. Gegenüber dem Hauptbahnhof entstand ebenfalls 1936 ein monumentales Gebäude nach Entwürfen von Zbigniew Karpiński, Tadeusz Sieczkowski und Roman Sołtyński. Der avantgardistische Bau besteht aus einem Hauptquader, in dem sich die Eingänge und die hohe Haupthalle befinden, zwei symmetrischen geschwungenen Flügeln sowie einem geradlinigen Flügel zur ulica Jana z Kolna.

Skwer Kościuszki 2005 beim Gedenken an den Beginn des Zweiten Weltkriegs

Am Skwer Kościuszki 16 erbauten 1937/38 Zbigniew Kupiec und Tadeusz Kossak für Familie Jurkowski ein modernes Bürgerhaus in Stahlbetonskelettbauweise mit einer mit gelben Keramikplatten verblendeten Fassade. Für Grünanlagen wurde gesorgt. Auf dem Steinberg entstand ein Park und die Hochredlauer Kämpe (Kępa Redłowska) mit ihren Wäldern und Kliffs wurde 1938 mit 110 ha zum Naturpark erklärt.
Eine 1½ Kilometer lange Ostseepromenade, der Feliks-Nowowiejski-Boulevard, verbindet die Hochredlauer Kämpe mit der Stadt.
1939 schufen Kupiec und Kossak in der ulica Świętojańska 55 Ecke ulica Żwirki i Wigury für Familie Krenski ein Eckhaus mit hohem Eckbau und niedrigeren Seitenflügeln zu den Nachbarhäusern. Durch den Kriegsbeginn blieben der Bau unverputzt, das Erdgeschoss ohne Ausbau und der importierte Aufzug im Hafen liegen.
1939 maß Gdingen 66 km² Fläche (6. Rang unter Polens Städten) und zählte 115.000 Einwohner (12. Rang unter Polens Städten). In den Jahren 1918 bis 1939 veränderte sich die sprachliche Zusammensetzung der Bevölkerung, so dass die deutsche Minderheit schließlich noch 9,8 % der Einwohner Pommerellens ausmachte. Die meisten zugewanderten Menschen waren kaschubische Polen, neben anderen Polen.

## Unter deutscher Besatzung und Annexion

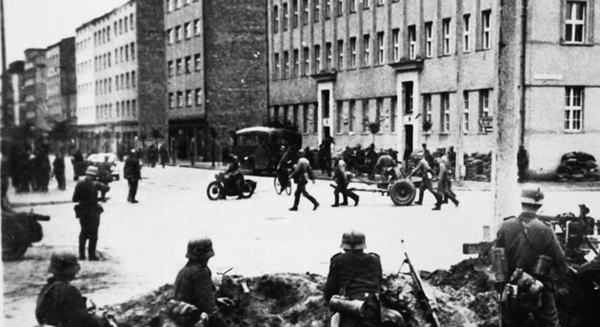
Wehrmacht in Gdynia

Am 23. August 1939 verbündeten sich das nationalsozialistische Deutsche Reich und die Sowjetunion im deutsch-sowjetischen Nichtangriffspakt gegen Polen. Am 1. September 1939 überfielen die Wehrmacht und die SS-Heimwehr Danzig Polen. Vom 1. September bis 6. Oktober 1939 verteidigte Polen sich zu Lande. Die sowjetische Rote Armee marschierte am 17. September 1939 von Osten her in Polen ein.

### Die Einnahme und Umbenennung der Stadt
Am 13. September 1939 räumte das polnische Militär Gdingen, das das pommersche Grenzschutz-Kommando 1 unter Leonhard Kaupisch tags darauf einnahm. In einem Sonderblatt der Leipziger Volkszeitung vom 14. September 1939 wurde das Einrücken deutscher Truppen nach Gdingen am selben Tag für 10.15 Uhr und die Übergabe der Stadt durch den polnischen Kommandanten verlautbart. In Gdingens Stadtteilen Adlershorst und Koliebken, die direkt an das Staatsterritorium der Freien Stadt Danzig grenzten, rückte die SS-Heimwehr Danzig als erstes ein. Bei der Verteidigung Koliebkens wurde die dortige katholische St.-Josef-Kirche zerstört. In Koliebken in der aleja Zwycięstwa erinnert heute ein Denkmalkreuz an die Verteidiger des polnischen Zweiten Marine-Regiments, die beim Überfall der SS-Heimwehr Danzig im September 1939 dort gefallen waren.
Am 14. September verhängte die Wehrmacht eine Ausgangssperre im besetzten Gdingen, das gesamte öffentliche Leben und die Wirtschaft kamen zum Erliegen. Nur Lebensmittelgeschäfte durften für wenige Stunden öffnen, in denen die Ausgangssperre für die Einwohner aufgehoben wurde.

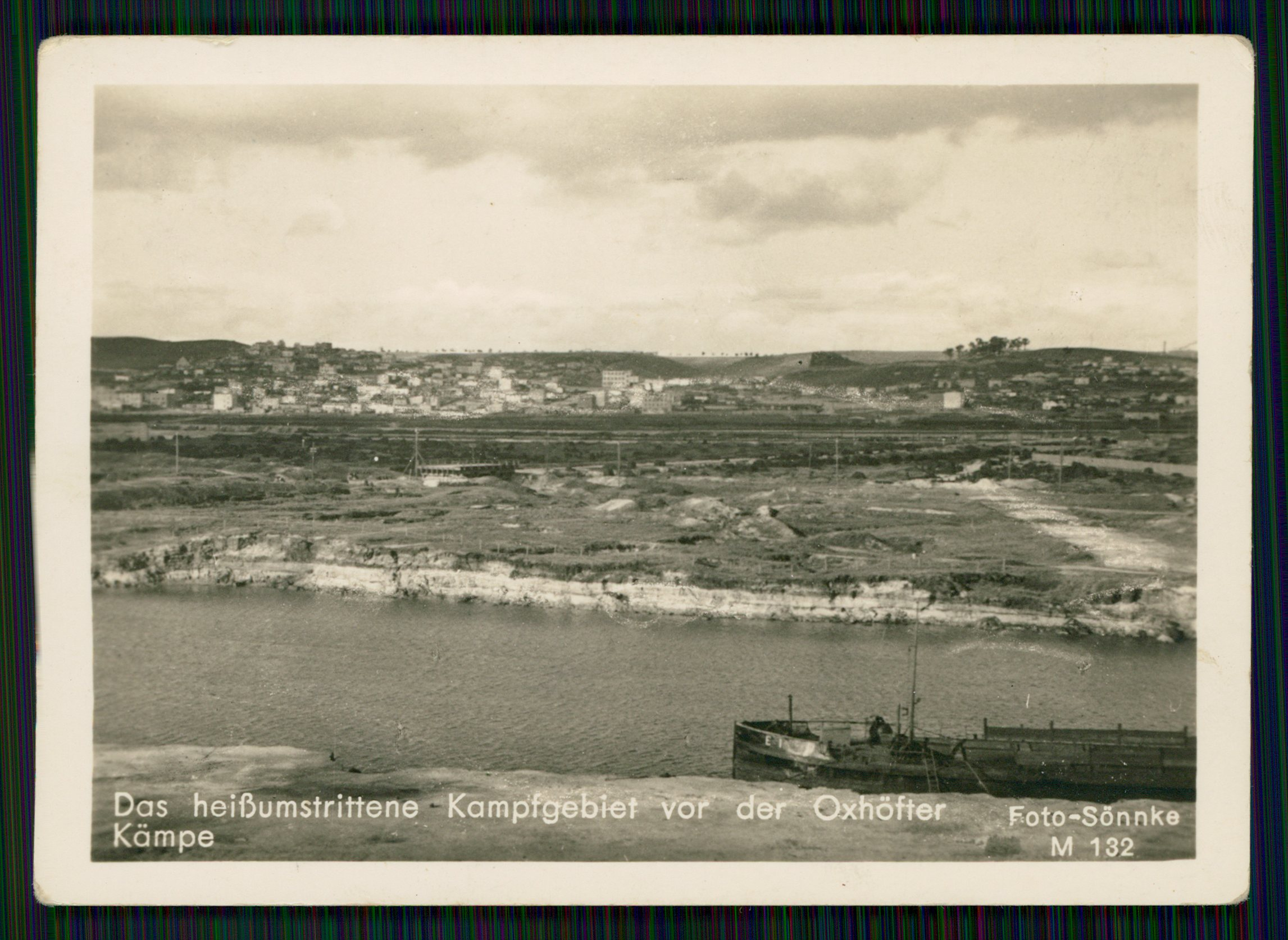
Das heissumstrittene Kampfgebiet vor der Oxhöfter Kämpe 1939

Bis zum 19. September 1939 hielten polnische Marinesoldaten unter Stanisław Dąbek (28. März 1892 bis 19. September 1939, Oxhöft) die Marineakademie auf der Oxhöfter Kämpe.
Nach unterschiedlichen Quellen besuchte Hitler das eroberte Gdingen am 19., 20. oder 21. September 1939. In diesem Zeitraum wurde auch die Umbenennung Gdynias in Gotenhafen verkündet. Besatzungsamtlich erhielt die Stadt den Namen Gotenhafen am 29. Dezember 1939, der faktisch schon seit dem 26. Oktober 1939 in Gebrauch war. Der Name war eine Neuschöpfung ohne Bezug auf den deutschen Namen Gdingen oder andere historische Benennungen des Orts. Der Name spielte darauf an, dass Goten vermutlich einstmals am Unterlauf der Weichsel siedelten. Die Schreibweise lautete kurzzeitig auch Gotenhaven.
Ab 1. Januar 1940 galt Gdingen als Stadt gemäß der Deutschen Gemeindeordnung vom 30. Januar 1935 und blieb Stadtkreis.
Unmittelbar hinter den vorrückenden Verbänden der Wehrmacht streiften SS-Totenkopf-Verbände durch Pommerellen und ermordeten Vertreter der polnischen Intelligenz (Intelligenzaktion) und solche, die von deutschsprachigen Polen, die eine Annexion ehemals deutscher Gebiete Polens wünschten, als Feinde Deutschlands denunziert worden waren. Viele wurden beim Massaker von Piaśnica erschossen. Diesen Massakern fielen bis Jahresende etwa 60.000 Polen zum Opfer, darunter 7.000 jüdische Polen. Die Mörder verschonten auch die Patienten psychiatrischer Einrichtungen nicht, am 22. September wurden alle Patienten der Nervenanstalt Preußisch Stargard-Kocborowo ermordet.

### Die Deportation der polnischen Bevölkerung und Ansiedlung von 'Volksdeutschen'
In ihrem Rassismus postulierten Nationalsozialisten die Überlegenheit einer vermeintlich existenten «germanischen Rasse», wozu die Nationalsozialisten ziemlich pauschal alle Menschen mit germanischer insbesondere deutscher Muttersprache zählten, die keine Juden oder Sinti und Roma waren bzw. von den Nationalsozialisten als solche angesehen wurden. Die behauptete Überlegenheit bestimmte und befähigte die Angehörigen dieses nationalsozialistischen Clichés von «Germanen» zur Herrschaft. Daher musste – nach Ansicht der Nationalsozialisten – man aus der unterworfenen Bevölkerung alle «Germanen» herauslösen, damit diese ihre überlegenen «germanischen» Fähigkeiten nicht den Unterworfenen dienstbar machten, im NS-Jargon hieß es „dem Polentum die Blutsgrundlagen für ein Führertum nicht zu belassen“.
Das NS-Regime traf Vorbereitungen zur Deportation von Polen aus Pommerellen. An ihrer Stelle sollten Deutsche angesiedelt werden. Dazu einigte sich das NS-Regime mit dem Sowjet-Regime n einem Protokoll am 28. September 1939 darauf, Esten, Letten, Litauer, Polen und Deutschrumänen aus den Gebieten, die beide Regimes der so genannten sowjetischen Interessensphäre zurechneten (Ostpolen, Baltikum, Bessarabien) auszusiedeln.
Am 6. Oktober 1939 machte Hitler in einer Rede seine Absicht öffentlich, die ethnographischen Verhältnisse zu verändern, was auf die laufenden Mord-, Vertreibungs- und Umsiedlungsmaßnahmen hinwies. Am 26. Oktober 1939 erschien in der Zeitung Völkischer Beobachter eine sehr vorsichtige, summarische Wiedergabe dieser Führerrede. Am 7. Oktober 1939 zeichneten Hitler, Hermann Göring, Wilhelm Keitel, Chef des Oberkommandos der Wehrmacht (OKW), und Hans Heinrich Lammers, Chef der Reichskanzlei, dazu den geheimen Erlaß des Führers und Reichskanzlers zur Festigung deutschen Volkstums. Hitler kündigte auch die Vernichtung der Juden an. Der Erlass betraute Heinrich Himmler, Reichsführer SS, mit der Leitung der Vertreibungs- und Umsiedlungsmaßnahmen (offiziell Ansiedlung von Balten- und Wolhyniendeutschen und Evakuierung von Polen und Juden) und ernannte ihn zu diesem Zweck zum Reichskommissar für die Festigung deutschen Volkstums.

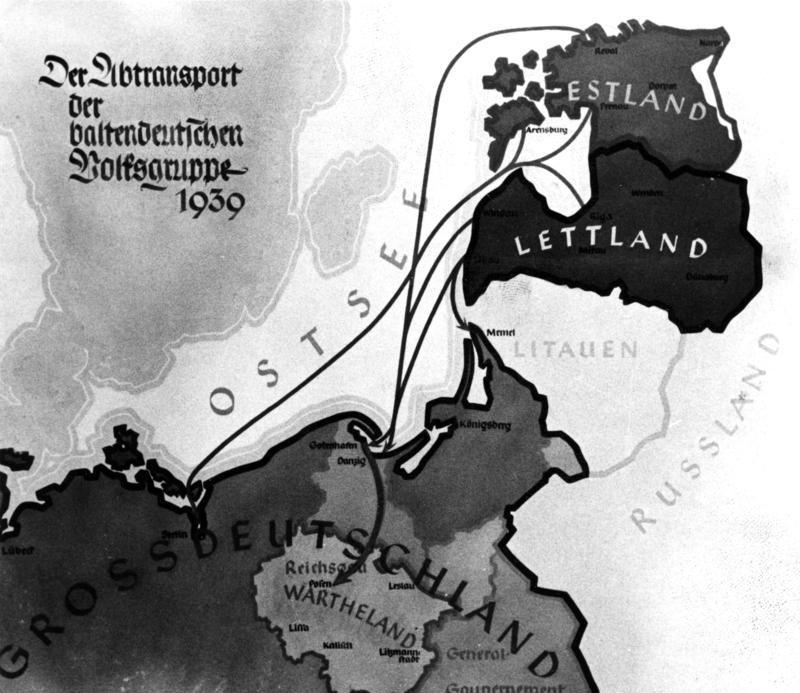
Reiseweg baltischer Umsiedler

Am 11. Oktober 1939 wurde die Einwandererzentralstelle (EWZ) gegründet. Ihr Chef war Martin Sandberger. Am folgenden Tag eröffnete die EWZ in Gdingen eine Dienststelle. Inzwischen organisierte das NS-Regime die Einwanderung von Menschen, die Mittel ihrer Germanisierungspolitik werden sollten. Am 15. Oktober 1939 unterzeichneten in Reval (Tallinn) Deutschland und Estland ein Protokoll über die freiwillige Auswanderung deutschsprachiger Esten (sie nannten sich Estländer in Abgrenzung zu den estnischsprachigen Landsleuten), soweit sie nicht Juden waren oder von den Nationalsozialisten als Juden angesehen wurden. Am 22. Oktober 1939 trafen die ersten Umsiedler aus Estland ein.
Mit einer Bekanntmachung vom 15. Oktober 1939 des neuen, von den Nationalsozialisten eingesetzten Polizeipräsidenten, wurde die Deportation polnischer Einwohner aus der Stadt verlautbart. Dabei wurde das Handgepäck der Menschen auf 25 Kilogramm Gewicht beschränkt, sämtliche Schlüssel der Wohnungen und Unterkünfte hatten vor Ort zu verbleiben und die Mitnahme lebender Tiere war untersagt. An diese Deportationen erinnert heute ein Denkmal gegenüber dem Hauptbahnhof Gdynia auf dem Plac Gdynian Wysiedlonych (Platz der Vertriebenen Gdyniaer).
Vom 9. bis 25. Oktober 1939 wurden allein aus Gdingen 38.000 (nach anderen Angaben bis zu 50.000) Menschen u. a. nach Kalisch (Kalisz), Kielce und Warschau (Warszawa) deportiert. Dort wurden die Umsiedler z. T. in vorläufigen Holzhäusern provisorisch untergebracht. Allein vom 1. bis zum 17. Dezember 1939 wurden aus den annektierten Gebieten Polens 87.838 Menschen ins nicht annektierte, deutsch besetzte Polen deportiert, darunter fast alle jüdischen und von den Nationalsozialisten als Juden angesehenen Polen. Bei Ausbruch des Krieges hatten schätzungsweise 700 Juden in Gdynia gelebt. Am 29. November 1939 hatte Hitler per Erlass verfügt, dass Personen „sofort standrechtlich zu erschießen“ seien, die nach der Deportation auf eigene Faust zurückkehrten.
Die Klassifikation der Menschen ohne deutsche Staatsbürgerschaft in Gdingen wie in anderen deutsch annektierten Teilen Polens war Willkür, ein Auswuchs des nationalsozialistischen Rassismus. Menschen ohne deutsche Staatsbürgerschaft in Gdingen (wie in anderen deutsch annektierten Teilen Polens) wurden aufgefordert, in so genannten Zweigstellen der Deutschen Volksliste zu beantragen, selber klassifiziert zu werden. Da die Menschen mit der Einbürgerung mehr Sicherheit vor Besatzerwillkür zu erlangen hofften, meldeten sich auch Personen, die die NS-Politik nicht guthießen. Alle nicht eingebürgerten erwachsenen Einwohner unterlagen der Arbeitspflicht. Wer keinen Arbeitsnachweis lieferte, wurde vom Reichsarbeitsdienst zwangsverpflichtet und u. a. auch im Altreich eingesetzt.
Für deutschsprachige Polen wurde mit der Deutschen Volksliste ein kompliziertes Vorgehen bei der Einbürgerung angewandt. Die zugehörigen Vorschriften und Durchführungsbestimmungen des Reichsinnenministeriums wurden am 4. März 1941 über die Verordnung über die Deutsche Volksliste und die deutsche Staatsangehörigkeit in den eingegliederten Ostgebieten erlassen. Nur bestimmte deutschsprachige Polen sollten Mittel der Germanisierungspolitik im annektierten Teil Polens werden, denn den Nationalsozialisten schienen nicht alle deutschsprachigen Polen geeignet, als so genannte Volksdeutsche anerkannt zu werden. Von vornherein ausgeschlossen wurden alle deutschsprachigen Polen, die der jüdischen Religionsgemeinschaft angehörten oder aufgrund jüdischer Vorfahren als Juden im Sinne der Nürnberger Gesetzen galten. Aber auch viele andere deutschsprachige Menschen in Polen (wie auch in anderen Gebieten Mittel- und Südosteuropas) hatten aus ihrer deutschen Muttersprache und/oder ihrer Affinität zur deutschen Kultur niemals einen Anspruch auf Germanisierung der von ihnen bewohnten Gebiete gemacht geschweige denn, dass sie die Vertreibungs- und Umsiedlungsmaßnahmen der Nationalsozialisten guthießen.
Insbesondere Menschen mit deutschsprachigen Vorfahren, deren Muttersprache aber weder Deutsch war noch, dass sie eine Affinität zur deutschen Kultur empfanden, lehnten die Fremdbestimmung ihrer Identität durch den nationalsozialistischen Abstammungswahn ab. Solche Menschen schienen den Nationalsozialisten im Zuge ihrer Vertreibungs- und Umsiedlungsmaßnahmen als deutsche Siedler und Träger einer völkischen Identität ungeeignet, darunter zum Beispiel die bei Posen lebenden Posener Bamberger. Im NS-Jargon heißt es, diese Menschen seien „Bindungen zum fremden Volkstum“ eingegangen, sie seien „angepolte“ Personen, lebten in „völkischer Mischehe“, seien „Renegaten“ und „bewusste Polen deutscher Abstammung“ oder im „Polentum aufgegangen“.

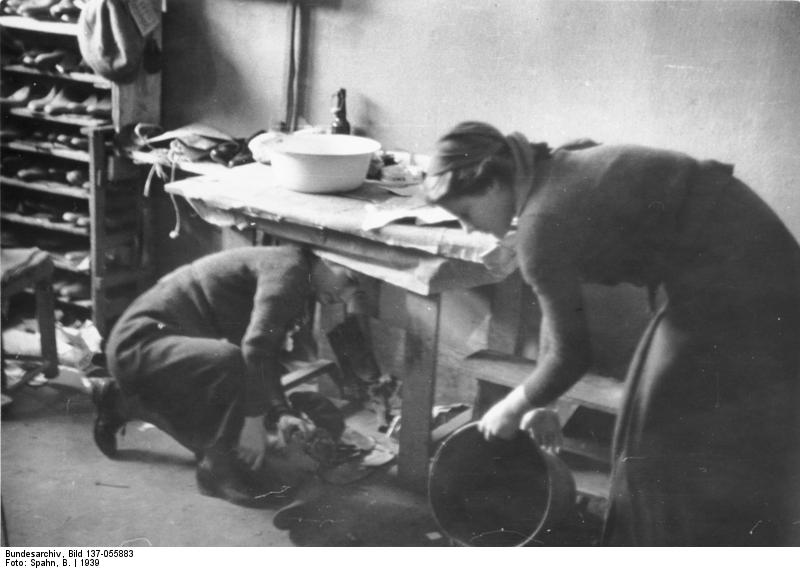
Arbeitsmaiden räumen in Orłowo eine Wohnung geflohener oder deportierter Polen, bevor sie Umsiedlern übergeben wird

Der Erlass ermächtigte Himmler, neue deutsche Siedlungsgebiete zu gestalten, indem er den in Frage stehenden Bevölkerungsteilen (v. a. Umsiedler aus der so genannten sowjetischen Interessensphäre) bestimmte Wohngebiete zuwies. Das Eigentum von Polen, die vor den Kampfhandlungen oder den deutschen Besatzern geflohen waren oder die wegen so genannter deutschfeindlicher Aktionen verdächtig waren, wurde eingezogen. Alle Polen, die seit 1919 in ehemals deutsches Gebiet zugewandert waren, wurden in andere Teile Polens deportiert. Was sie zurücklassen mussten, zog das Reich ein. Dabei sollten die ca. 150.000 in Pommerellen lebenden Kaschuben im Lande bleiben dürfen. Später sollte entschieden werden, ob die Kaschuben wieder – wie bis 1920 – Deutsche werden sollten, was sie auch zum Kriegsdienst verpflichtet hätte.
Am 8. Oktober 1939 verfügte Hitler in Verbindung mit der Einführung des Sudetengaugesetzes vom 14. April 1939 per Erlass über die Verwaltung der Ostgebiete mit Wirkung zum 26. Oktober 1939 die Annexion der so genannten Reichsgaue Posen und Westpreußen (so genannte Fünfte Teilung Polens), zu welch letzterem nun Gdingen gehörte. Die Reichsgaue unterschieden sich in ihrer Verwaltung von preußischen Provinzen dadurch, dass eine zivile Staatsverwaltung nicht aufgebaut wurde, sondern alle Zivilangelegenheiten durch NSDAP-Parteistellen erledigt wurden.

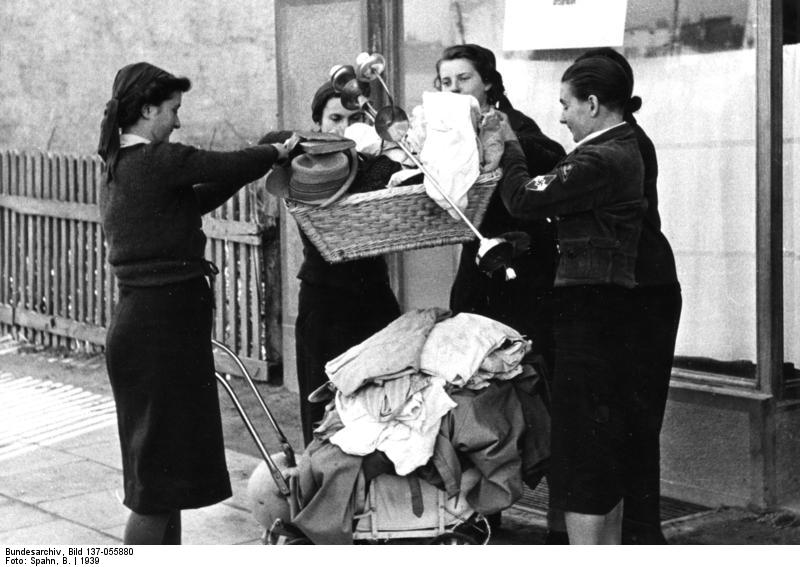
Einzug baltischer Umsiedler in eine zwangsgeräumte Wohnung in Orłowo

Am 30. Oktober 1939 wurde der entsprechende deutsch-lettische Umsiedlungsvertrag vereinbart. Gdingen wurde einer der Orte, in dem deutschsprachige Estländer und deutschsprachige Letten (heute meist zusammenfassend als Deutsch-Balten bezeichnet) in größerer Zahl lebten. Meist wurden sie aber über die annektierten Teile Polens verstreut angesiedelt.
Am 1. November 1939 wurde die Dienststelle der EWZ in Gdingen zur Nebenstelle. Das NS- und das Sowjet-Regime besiegelten am 16. November 1939 in Moskau durch Vertrag die Aussiedlung der deutschsprachigen Menschen aus dem sowjetisch annektierten Teil Polens (Narewgebiet, Wolhynien, Ostgalizien), soweit sie den Nationalsozialisten als Mittel derer Germanisierungspolitik geeignet schienen. Die Deportationen und Ansiedlungsmaßnahmen schritten in Pommerellen rasch fort, so dass die EWZ-Nebenstelle in Gdingen bereits am 1. Dezember 1939 schloss und nach Lodsch (Łódź) umzog.
Im April 1940 wurde NSKK-Brigadeführer Horst Schlichting aus Zoppot, der schon ab November 1939 kommissarisch amtierte, auf zwölf Jahre als Oberbürgermeister bestellt.

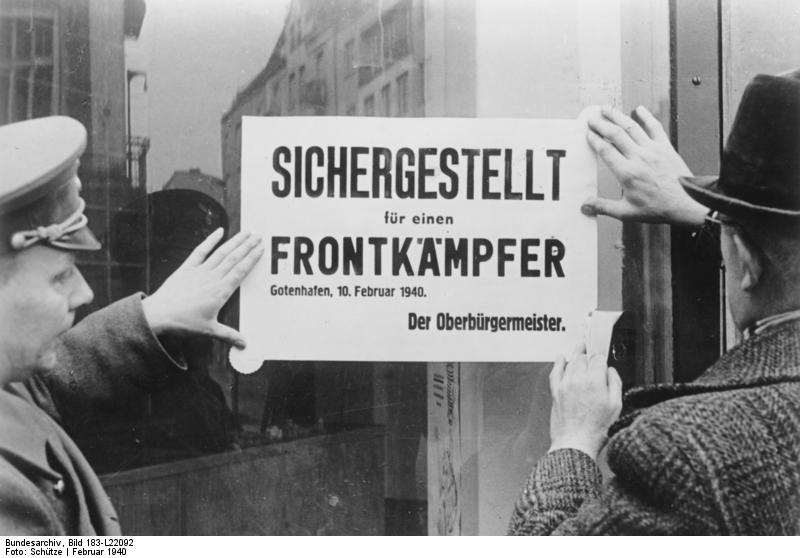
Beschlagnahme eines Geschäftes im Februar 1940

Nach Deportationen und Ansiedlung von Einwanderern zählte Gdingen 1940 noch ca. 90.000 Einwohner. 1940 eröffnete die SS das Konzentrationslager KL Gotenhafen, ein Außenlager des Stammlagers Stutthof.
Am 30. April 1940 erging rückwirkend zum 1. März 1940 die Verordnung über die Einführung des deutschen Wehrrechts in den eingegliederten Ostgebieten. Damit waren alle eingebürgerten wehrfähigen Männer Gdingens zum Kriegsdienst verpflichtet. Am 12. September 1940 erließ Himmler Richtlinien, wie zwischen Personen, die für die Germanisierungspolitik als geeignet galten (NS-Jargon: Volksdeutsche), und ungeeigneten zu unterscheiden ist. Dabei wurden die betroffenen Personen je nach Eignung klassifiziert in vier unterschiedliche Kategorien (später Abteilungen I–IV der Volksliste genannt).

### Gotenhafen als deutscher Marinestützpunkt
Den Kriegshafen und die Marinewerft in Gdingen übernahm die deutsche Kriegsmarine als Kriegsmarinearsenal Gotenhafen. In den Anlagen der polnischen Marineakademie in Oxhöft schulte die deutsche Kriegsmarine U-Boot-Besatzungen. Die anderen Hafenanlagen wurden einer gemeinsamen Hafenverwaltung der Städte Danzig und Gdingen unterstellt, in der Danziger das Wort führten. Den Konkurrenzhafen Gdingen unter seine Kontrolle zu bringen, hatte Danzig sich nicht träumen lassen, doch dies blieb im Kriege ohne nennenswerte wirtschaftliche Wirkung. „Die Handelskammer Danzig deutete 1940 in ihrem Bericht über das Jahr 1939 zunächst nur an, daß »im Zuge der Neugestaltung Osteuropas und der Rückgliederung der heute zu unserem Reichsgau gehörenden Gebiete in das Altreich wiederum eine tiefgreifende Strukturwandlung eingetreten« sei.“
Die Verbindungen nach Westeuropa und Nordamerika waren unterbrochen, es blieben nur die Beziehungen zu den neutralen skandinavischen Ländern und der verbündeten Sowjetunion. Ende 1944 musste die Handelsschifffahrt, seit Anfang des Jahres vielfach auf die umwegige und langwierige Küstenschifffahrt zurückgeworfen, wegen feindlicher U-Boote eingestellt werden. Auch der öffentliche Nahverkehr Gdingens wurde durch die neu gegründeten Verkehrsbetriebe Danzig-Gotenhafen übernommen.
Die polnische Marineakademie, in Gdingen durch die Besatzer ab 19. September 1939 aufgelöst, nahm ab 26. November mit entkommenen Ausbildungsoffizieren und anderen Lehrkräften ihre Lehrtätigkeit im englischen Plymouth wieder auf und kehrte von dort 1945 nach Gdingen zurück. Sie konnte so – seit Eröffnung 1922 – als einzige polnische Hochschule ohne Unterbrechung durch die deutsche Besatzung ihre Ausbildungstätigkeit regulär fortführen.
Die Werft Stocznia Gdyńska S.A. wurde 1941 in die Regie der Deutsche Werke AG, Kiel, übergeben, die sie zum Kriegsschiffbau 1940 erheblich ausbaute.

### Widerstand während der Besatzungszeit
Tatsächlich regte sich Widerstand, z. B. die Armia Krajowa (Heimatarmee), der aber aus Empörung über die Besatzung und die Gräuel der Besatzer erwuchs und nicht auf irgendwelchen Blutsgrundlagen aufbaute. In Pommerellen bildete sich die von der Heimatarmee unabhängige Tajna Organizacja Wojskowa «Gryf Pomorski» (TOW; Geheime Militärorganisation «Pommerscher Greif»). Es kam „1943 zu einer existenziellen Krise, ausgelöst durch den Mord am Kommandanten der Organisation, Józef Gierszewski. Der Anschlag … ging von Józef Dambko aus, einem Rivalen Gierszewskis um die Führung von »Gryf« und vehementer Gegner einer Vereinigung mit der Heimatarmee. Der Mord, begangen von einem kaschubischen Verschwörer mit Wissen der Führung, und der eskalierende Konflikt schädigten den Ruf des Widerstandes … und führten außerdem zum Austritt von Oberst Josef Wrycz [korrekt: Józef Wrycza] aus der Organisation, der dort bis zu diesem Zeitpunkt uneingeschränkte Autorität genossen hatte.“

### Die Zeit ab 1941 – Verschärfung von Krieg und Volkstumspolitik
Eine weitere Einwandererwelle traf ab dem 21. Januar 1941 ein, nachdem NS- und Sowjet-Regime am 10. Januar 1941 vereinbart hatten, alle verbliebenen Deutschbalten aus den sowjetisch besetzten Ländern Estland, Lettland und Litauen ins deutsch besetzte Polen umzusiedeln. Die Einwohnerzahl Gdingens stieg daraufhin im Jahre 1941 auf 99.950. Seit 1940 ließen sich auch viele Deutsche aus dem Altreich nieder, v. a. frisch vermählte oder junge Familien von Angehörigen der Wehrmacht, die geräumte Wohnungen Deportierter mieten konnten.
Am 22. Juni 1941 ließ Hitler die Sowjetunion überfallen. Dadurch reduzierte sich die internationale Handelsschifffahrt Gdingens auf Dänemark, Finnland, Norwegen und Schweden. Weitere Deportationen von Polen aus dem annektierten in den nichtannektierten Teil Polens wurden zurückgestellt, da nunmehr nach Ansicht nationalsozialistischer Germanisierungspolitiker durch die beabsichtigte Ausmordung weiter sowjetischer Gebiete die Ansiedlung von deutschsprachigen Menschen auf weiter Flur bevorstand. Mit der sowjetischen Rückeroberung eigenen Territoriums im Frühjahr 1944 deportierten die deutschen Besatzer wieder Polen.
In der Nähe Oxhöfts betrieb die Luftwaffe von 1942 bis 1945 den Torpedowaffenplatz Gotenhafen-Hexengrund (Babie Doły). Torpedoflieger erprobten in der Putziger Wiek regelmäßig neue Torpedos. Die NS-Stadtverwaltung Gdingens gab 1942 bei dem Bildhauer Joachim Karsch überlebensgroße Plastiken für den Friedhof in Gdingen-Wittomin (pl. Witomino, kasch. Witòmino) in Auftrag, die jedoch bis Kriegsende nicht mehr ausgeliefert wurden.

### Vorstoß der Alliierten
Die US Army Air Forces bombardierten am 9. Oktober 1943 mit 378 Maschinen, von denen 28 abgeschossen wurden, den Hafen von Gdingen, wobei auch hafennahe Stadtgebiete getroffen wurden. In der Nacht des 18./19. Dezember 1944 warfen viermotorige Maschinen der britischen Royal Air Force 824 Tonnen Bomben v. a. auf den Hafen. Am 12./13. Januar 1945 begann die Weichsel-Oder-Operation der Roten Armee. Die Sowjetunion eroberte bald Teile Deutschlands (Ostpreußen) und deutsch annektierte Gebiete Polens. Dort lebende Deutsche sowie dort angesiedelte deutschsprachige Ausländer begaben sich auf die Flucht, da sie sowjetische Repressalien befürchteten.
Die Rote Armee stieß so zügig vor, dass sie die Flüchtlinge, die zu Fuß mit Handwagen oder mit Ross und Wagen flohen, überholten. Viele Flüchtlinge zogen daher zu den Häfen in der Hoffnung, von dort mit Schiffen vor den sowjetischen Truppen fliehen zu können. Doch Karl Dönitz gewährte für Flüchtlinge nur 20 % des Frachtraums, je 40 % dienten dem Abtransport von Kriegsgerät und Verwundeten; erst am 9. April 1945 – die Rote Armee hatte Gdingen schon am 28. März genommen – erhöhte er den Anteil für Flüchtlinge am Frachtraum auf 40 %, nicht etwa zu Lasten des Kriegsgeräts, sondern der Verwundeten.
Viele Ostpreußen brachte die Kriegsmarine „aber gerade mal von Pillau nach Danzig und Gdingen (Gotenhafen). Von dort aus verlief der Weitertransport nur schleppend – die Wehrmacht hatte alle Eisenbahnkapazitäten für sich beschlagnahmt.“ So wurde auch Gdingen ein wichtiger Abgangshafen für Kriegsgerät, Verwundete und mit drittrangiger Priorität eben auch für Flüchtlinge. Nachdem die sowjetischen Truppen mit ihrem Durchstoß zur Ostsee bei Schlawe (Sławno) am 3. März 1945 den Landweg nach Westen 122 km westlich von Gdingen abgeschnitten hatten, kehrten sich die Flüchtlingsströme südlich Gdingens nach Norden um in Richtung der Stadt.
Flüchtlinge und mitgeführtes Vieh, fahrendes Gerät, Hab und Gut verstopften die Stadt. Wer einen Platz auf einem auslaufenden Schiff ergatterte, konnte nur Handgepäck mitnehmen. Die Wartenden lagerten in den Straßen. Manche Schiffe wurden von der sowjetischen Marine torpediert. Bekannt wurden die Goya und die Wilhelm Gustloff. Mit dem Untergang der Gustloff verloren  9400 Menschen ihr Leben, die höchste Zahl an Opfern, den ein Schiffsuntergang in der Seefahrtgeschichte je forderte.
Auch in dieser Situation enthielten die Nationalsozialisten den Flüchtlingen noch lebensrettende Mitfahrgelegenheiten vor, indem sie Schiffsraum für den Westtransport von KZ-Häftlingen reservierten, nur um deren baldige Befreiung zu verhindern. So wurden KZ-Häftlinge aus Stutthof und seinen Nebenlagern nach Neustadt in Holstein verschifft (vgl. Cap Arcona).
Die sowjetischen Truppen wandten sich jetzt der Eroberung Pommerellens zu. Die Wehrmacht stabilisierte eine neue Frontlinie nur 8 Kilometer westlich Gdingens. Am 11. März erreichten sowjetische Verbände diese Linie. Nachmittags stießen sowjetische Panzer auf Groß Katz (pl. Wielki Kack; kasch. Wiôlgë Kack), einen Vorort Gdingens vor, konnten aber die Stellungen der Wehrmacht nicht überwinden.
Über den Hafen verließen noch zehntausende Menschen per Schiff die Stadt. Ab 15. März beschoss die Rote Armee Groß Katz heftig mit ihrer Artillerie. Die Granaten schlugen auch in Gdingens Innenstadt ein und lösten dort Panik aus. Am 19. März 1945 wurde am Abend für das benachbarte Zoppot Räumungsbefehl gegeben. Der am 20. März folgende sowjetische Angriff kam so schnell voran, dass auch für Oliva Räumung befohlen wurde. Am Morgen des 22. März erreichten die sowjetischen Truppen südlich von Koliebken die Ostsee, Gdingen war nach Süden von Danzig getrennt. Die Rote Armee errang Koliebken noch am gleichen Tage.
Die Wehrmacht baute eine neue Frontlinie in den Vororten Gdingens von Adlershorst und Hochredlau (pl. Redłowo; kasch. Wësoké Redłowò) quer über das Tal des Katzer Fließes nach Klein Katz (pl. Mały Kack, kasch. Małë Kack) auf, die schon den inneren Abwehrring von Gdingen darstellte. In dem Flugblatt Marschall Rokossowski an die Garnison von Danzig und Gdingen forderte er am 24. März 1945 die Aufgabe. Allen, die sich ergäben, wurde „das Leben und die Belassung des persönlichen Eigentums“ zugesagt. Die Kämpfe gingen weiter. Am 28. März 1945 nahm die sowjetische 70. Armee unter Markian Michailowitsch Popow Gdingen ein. Was sie aus dem Hafen nicht hatten mitnehmen können, zerstörten die deutschen Soldaten. 90 % der Anlagen und Ausrüstungen gingen so verloren. In der Nacht des 28./29. März 1945 verließen die letzten deutschen Soldaten per Schiff den Hafen. Zur Blockade versenkte die Kriegsmarine ihr Schlachtschiff Gneisenau in der Hafeneinfahrt.

### Ende der deutschen Besatzung
Die deutsche Besetzung Gdingens war beendet. Das Gros der ab Oktober 1939 zugezogenen Einwohner war geflohen, von den Gebliebenen wurden viele getötet oder deportiert. Die verbliebenen Zivilisten, v. a. Zivilistinnen, erlitten die Gewalttaten und Vergewaltigungen sowjetischer Soldaten meist ohne Unterschied. Die zuvor Deportierten waren noch nicht zurück. Nur wenige Menschen waren in der Stadt, die mit Flüchtlingsgut verstopft war. Im Gegensatz zu den Hafenanlagen war der zivile Baubestand überwiegend intakt. Durch Deportationen während der Besatzungszeit, Flucht vor den sowjetischen Eroberern und Kriegszerstörung waren Verkehr, Handel und Verwaltung zum Erliegen gekommen.
Deportierte Gdinger, die zurückkehren wollten, mussten dies oft zu Fuß tun. Um sich mit Lebensmitteln zu versorgen, durchsuchten die verbliebenen Einwohner Gdingens das verstreut liegende Flüchtlingsgut und die vielen leer stehenden Häuser und Wohnungen nach Vorräten. Langsam kam die Produktion von Grundnahrungsmitteln wieder in Gang.
Im benachbarten Zoppot und Danzig im Gebiet der ehem. Freien Stadt Danzig erhielten die Freistadt-Danziger als Ausländer keine Lebensmittelzuteilungen durch die polnischen Behörden. Ihr Staat war untergegangen und sein Garant, der Völkerbund, machtlos. Die zurückgebliebenen Freistadt-Danziger, vielfach deutschsprachige Alte, Frauen und Kinder, versuchten ihr Hab und Gut gegen Lebensmittel von Polen einzutauschen. Da viele zurückgekehrte Gdinger, aber auch neuzugezogene Einwohner aus Warschau, ihren Hausstand wie ihr meistes Hab und Gut verloren hatten, war ihnen der Tausch von Lebensmitteln gegen Hausrat und häusliche Konsumgüter sehr willkommen.
In Gdingen, wie im gesamten von sowjetischem Militär beherrschten Teil Europas begann das Sowjet-Regime eine Kampagne gegen ehem. Sowjetbürger, die im Rahmen von Abkommen mit dem NS-Regime ausgewandert waren und verschleppte Zehntausende nach Sibirien und Zentralasien. Polen begann in einseitigem Einvernehmen mit dem Sowjet-Regime die Deportationen der Deutschen und der Polen als Deutsche geltenden Menschen in Besatzungszonen in Deutschland. Bis zum Abkommen von Potsdam im August 1945 wurden so Tatsachen geschaffen.

## Der Neubeginn
Im Zuge des Wiederaufbaus polnischer Verwaltungsstrukturen lebte die Woiwodschaft Großpommerellen am 14. März 1945 zunächst in ihren alten Grenzen wieder auf, wobei in Gdingen wie andernorts im Woiwodschaftsgebiet teils noch Kämpfe liefen. Nach Übernahme der ehemals deutschen Ostgebiete und der Freien Stadt Danzig im März 1945 gab Polen sich neue Verwaltungsstrukturen, wobei am 7. April Gdingen und die nördlichen pommerellischen Kreise mit dem ehemaligen Völkerbundmandatsgebiet der Freien Stadt Danzig zur neuen Woiwodschaft Danzig vereinigt wurden.
Am 19. Mai 1945 konnte in Gdingen die erste Ausgabe der Zeitung Dziennik Bałtycki erscheinen. Die neue polnische Regierung verlieh Gdingen noch 1945 das Grunwald-Kreuz III. Klasse für den Verteidigungskampf 1939. Die schwer beschädigte Werft Gdingen nahm ihre Tätigkeit wieder auf. Sie fertigte zunächst Getriebe für Grammophone, Rohre für Öfen, reparierte holzgasgetriebene Fahrzeuge und ihre Kräne und Docks. Infolge der Annexion der polnischen Ostgebiete durch die Sowjetunion (etwa 51 % von Vorkriegspolen wurden sowjetisch) wurden viele dort ansässige Polen gezwungen, in das territorial verkleinerte Nachkriegspolen umzusiedeln. Die ethnisch polnischen Einwohner Lembergs (poln. Lwów, ukr. Lwiw) und Wilnas (lit. Vilnius) verließen diese Städte, nicht wenige von ihnen ließen sich in Gdingen nieder.
Der Hafen war bis zum 16. Juli 1945 wieder soweit nutzbar, dass als erstes Schiff die unter finnischer Flagge fahrende Suomen Neito in Gdingen einlief. Im September 1945 entstand eine neue polnische Handelsflotte, zum einen polnische Schiffe, die bei Kriegsausbruch sich in befreundeten Staaten befanden oder dorthin begaben, zum anderen Schiffe aus britischen oder US-Heeresbeständen sowie ehemals deutsche Schiffe, die im Wege der Reparation übergeben wurden. Am 21. September 1945 lief das erste polnische Kriegsschiff, die s/s Kraków wieder in ihren Heimathafen ein.
Gdingen wurde der wichtigste Werftstandort für Reparaturen polnischer Schiffe, da die andern bedeutenden Werften, die Stocznia Gdańska (Danziger Werft), die ehemalige Schichau-Werft in Elbing (Elbląg) und die Werften in Stettin (Szczecin), infolge der Flucht und Deportation ihrer Arbeiter überwiegend nicht einsatzfähig waren. Die Werft Stocznia Gdyńska S.A. wurde noch 1945 enteignet und in Stocznia im. Komuny Paryskiej (Werft Pariser Kommune) umbenannt. 1951 lief das erste nach dem Krieg gebaute Schiff „Melitopol“ vom Stapel.
Die Jahre 1945 bis 1949 waren von einem Mengenwachstum geprägt. Nicht Innovationen und Produktivitätssteigerungen bei effizienterer Ressourcennutzung bestimmten, „das beschleunigte Wirtschaftswachstum … erfolgte damals vor allem durch die maximale Nutzung der Arbeitskräftereserven, d. h. durch die berufliche Aktivierung, also hauptsächlich durch die Beseitigung der verkappten Arbeitslosigkeit auf dem Lande, in geringerem Masse dagegen durch eine Steigerung der Arbeitsproduktivität.“
Von 1950 bis 1955 wurde der im Krieg zerstörte Hauptbahnhof durch einen Neubau von Wacław Tomaszewski im Stil des Sozialistischen Realismus ersetzt, einer der wenigen Bauten dieser Stilepoche in Gdingen. Seit 22. Juli 1953 verkehrt die städtische Schnellbahn (SKM) zwischen Gdingen und Danzig (1958 bis Wejherowo verlängert).

## Volksrepublik Polen

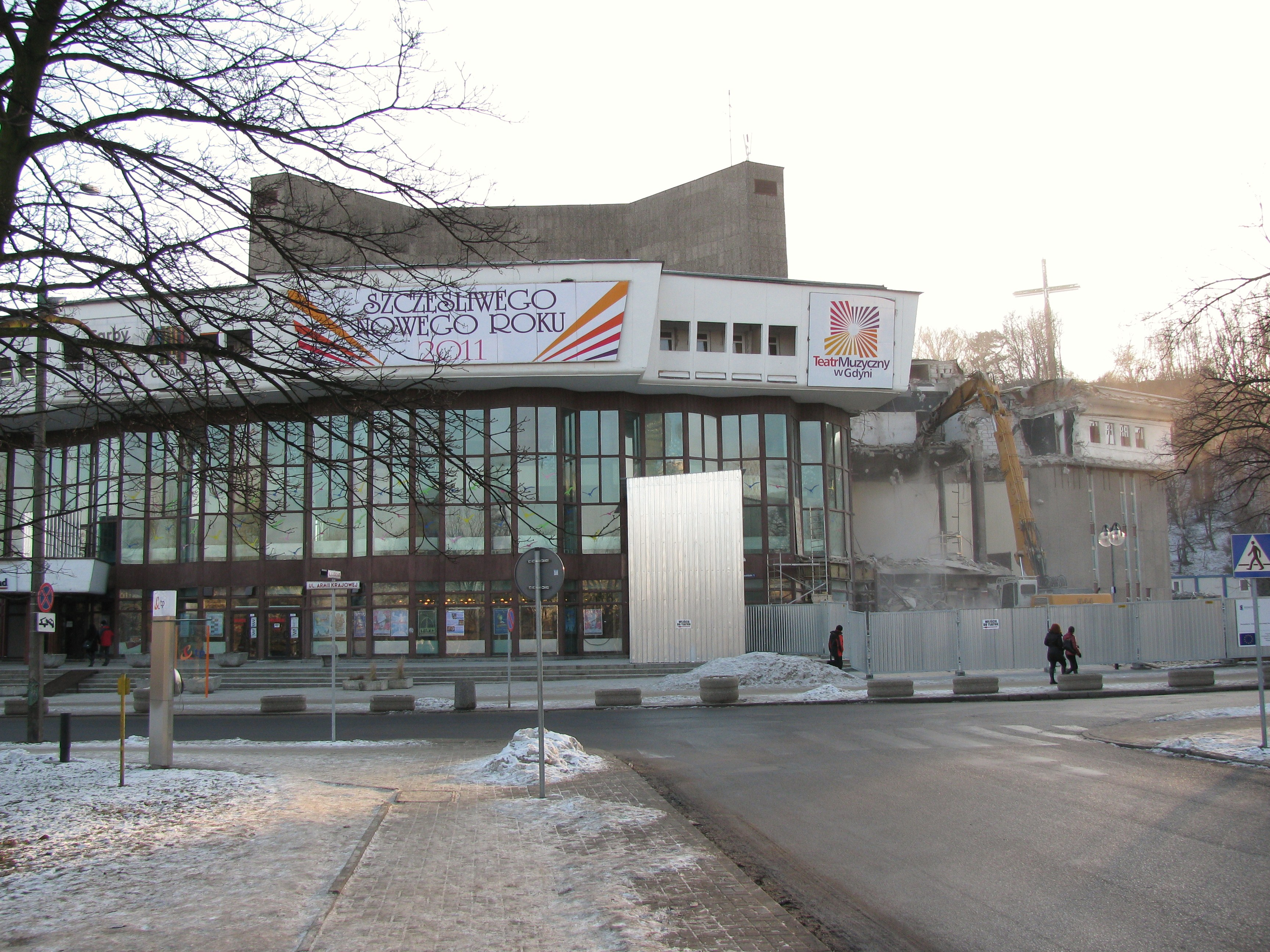
Danuta-Baduszkowa-Musiktheater, Ansicht 2011

Im Zuge des Aufbaus des Sozialismus wurde am 22. Juli 1952 durch die neue polnische Verfassung die Volksrepublik Polen ausgerufen. Die neue Verfassung verfügte das staatliche Außenhandelsmonopol, womit die privaten Im- und Exportkaufleute Gdingens ihre Gewerbe verloren. Im Januar 1953 wurde die Lebensmittelzuteilung auf Marken abgeschafft, doch die Versorgungslage blieb schwierig. Von 1954 bis 1956 sanken die Reallöhne angesichts steigender Preise kontinuierlich. Die ab 1956 im Westen aufgenommenen Kredite nutzte die polnische Regierung u. a. dazu, den Konsum zu erhöhen, so dass die Reallöhne bis 1959 um ein Drittel gegenüber 1955 stiegen.
Am 24. April 1957 eröffnete die Passagierlinie Gdingen–Montréal. 1956, mit dem so genannten Polnischen Oktober, ließ das kommunistische Regime eine kulturelle Liberalisierung zu. Im Zuge dessen gründeten 1957/1958 Danuta Baduszkowa und andere das heute nach ihr benannte Danuta-Baduszkowa-Musiktheater. Hier inszenierten u. a. Ernest Bryll, Jerzy Gruza, Adam Hanuszkiewicz, Wojciech Młynarski, Leszek Możdżer und Jerzy Stuhr. Auch das Polnische Filmfestival Gdynia findet im Musiktheater statt.

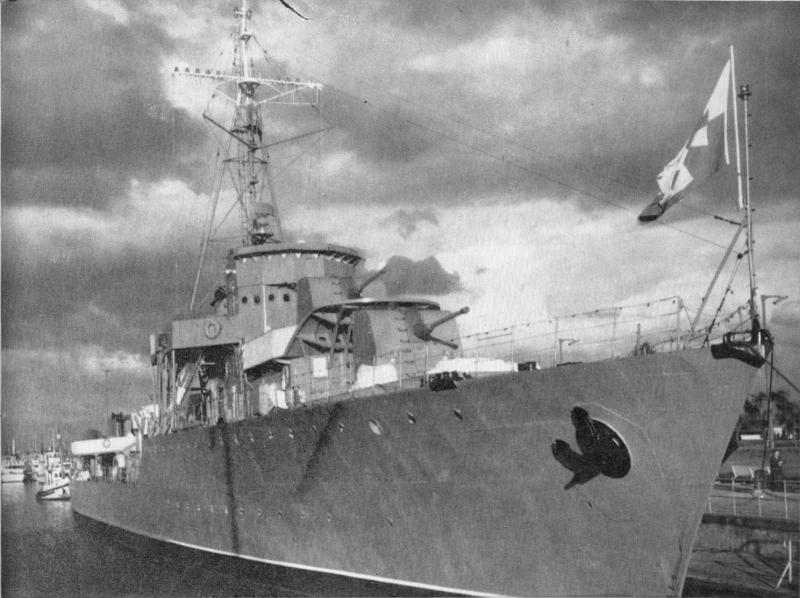
1960 eröffnete die ORP Burza als Museumsschiff

Ab 26. Juni 1960 lag die ORP Burza als Museumsschiff an der Südmole für Besucher bereit. 1963 lief mit der ts/s Manhattan, mit 106.000 BRT das erste Schiff über 100.000 BRT, den Hafen Gdingens an. Im selben Jahr erhielt die Stocznia im. Komuny Paryskiej ein neues, größeres Dock. Die Stadt baute 1969 die Ostseepromenade, heute Feliks-Nowowiejski-Boulevard, aus. Im selben Jahr lief die ts/s „Stefan Batory“, ein Passagierschiff, zu ihrer Jungfernreise aus. Am 1. April 1970 wurde in der Stocznia im. Komuny Paryskiej mit der Manifest Lipcowy, mit 55.000 BRT das größte bislang in Polen gebaute Schiff, auf Kiel gelegt.

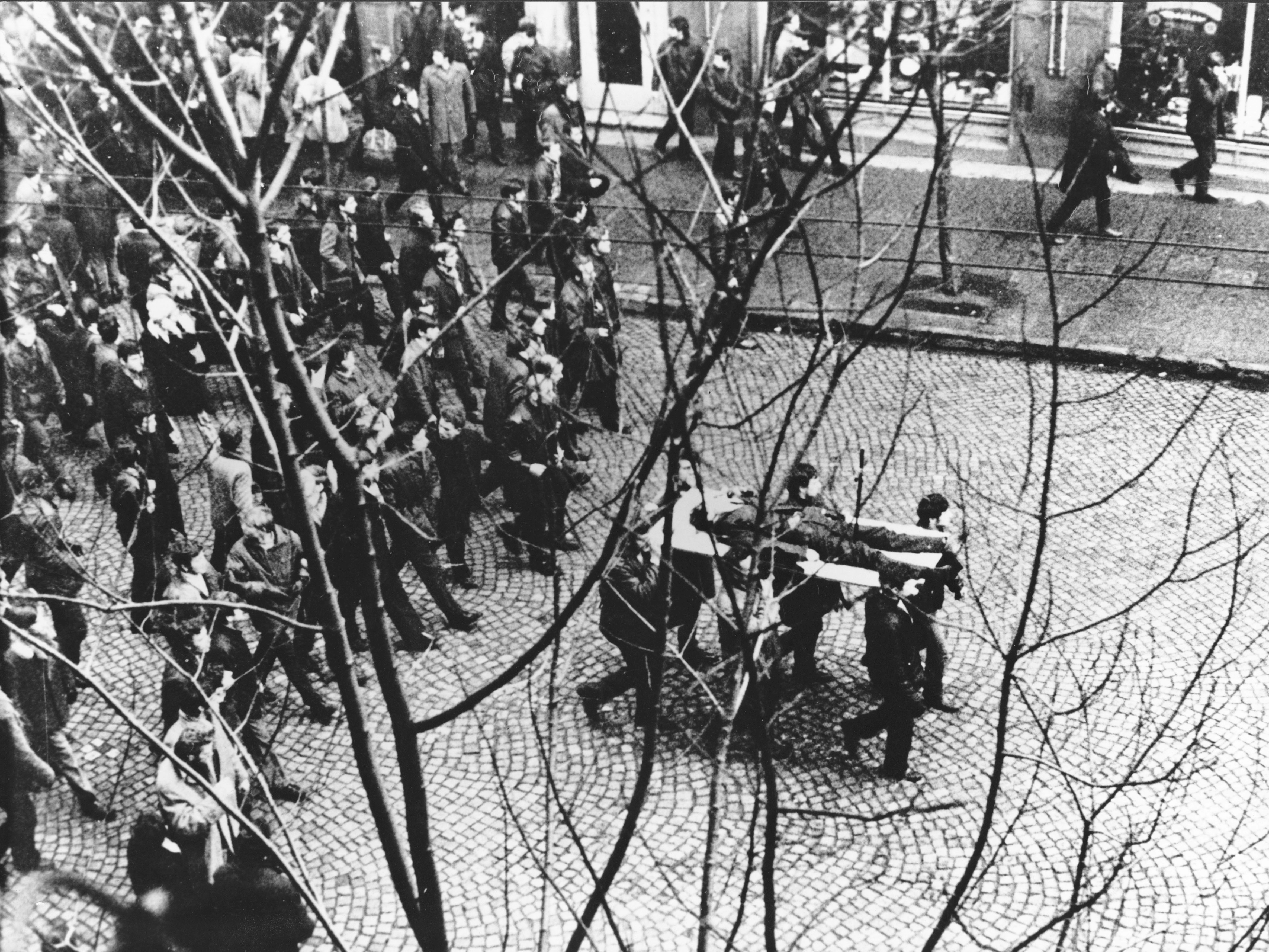
Nach Preiserhöhungen protestierende Arbeiter tragen ihren erschossenen Kollegen Zbyszek Godlewski davon, 1970

Der konsumtive Einsatz der Kredite erkaufte dem Regime sozialen Frieden, erbrachte jedoch keine Produktionssteigerung, aus der mittels Exporten die Mittel zur Tilgung erworben werden konnten. So mussten die Exporte durch Kürzung der Inlandsversorgung erbracht werden. Daher kündigte die Regierung für Donnerstag, den 17. Dezember 1970, drastische Preiserhöhungen an, v. a. für Fleischwaren, um den Inlandskonsum zu drücken und so Güter für den Export freizumachen. Dies löste den Aufstand vom Dezember 1970 in Polen aus.
Arbeiter der Frühschicht der Stocznia im. Komuny Paryskiej passierten um 6 Uhr in der Nähe postierte bewaffnete Milizionäre, es kam zu spontanen Unmutsbekundungen, woraufhin die Miliz das Feuer eröffnete und einige Arbeiter erschoss. Im Laufe des Tages zogen Arbeiter demonstrierend durch die Stadt Richtung Rathaus, wo bewaffnete Milizen sie angriffen und zahlreiche Menschen töteten. Mieczysław Cholewa verewigte die Getöteten durch die Ballade von Janek Wiśniewski (Pieśń o Janku [Wiśniewskim] z Gdyni), einer fiktiven Person stellvertretend für alle Getöteten. Eine Straße Gdingens trägt heute diesen Namen. In Andrzej Wajdas Film Der Mann aus Eisen spielte Jerzy Radziwiłowicz die Rolle des Mateusz Birkut, der für Janek Wiśniewski stand. Zwei Denkmäler erinnern heute an die Opfer der so genannten Volksherrschaft.

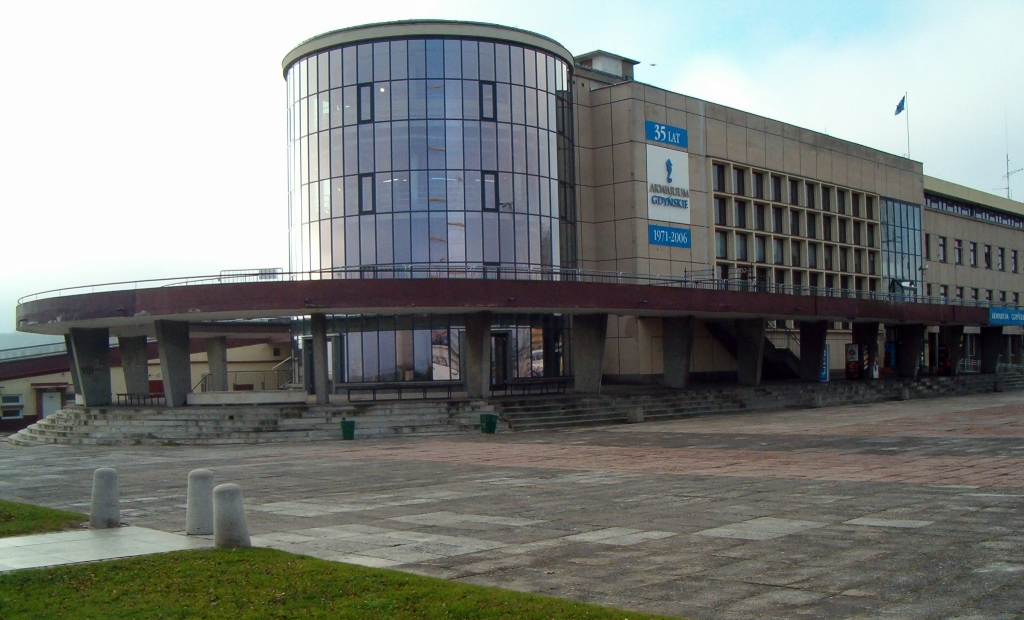
Aquarium Gdynia

Anlässlich seines 50-jährigen Bestehens eröffnete das Seefischerei-Institut 1971 das Ozeanographische Museum und das Aquarium Gdynia. Gdingen, wie auch andere polnische Städte, wuchs kontinuierlich, die Bevölkerungszahl überstieg die 200.000er-Marke ab 1973. Die polnische Bevölkerung nahm zwischen 1946 und 1979 um 11,7 Millionen Menschen zu, die Städte nahmen rechnerisch den ganzen Zuwachs auf und wuchsen in der gleichen Zeit um 12,5 Millionen Einwohner, was die städtische Wohnungsnot zu einem ständigen Begleiter der Entwicklung machte.

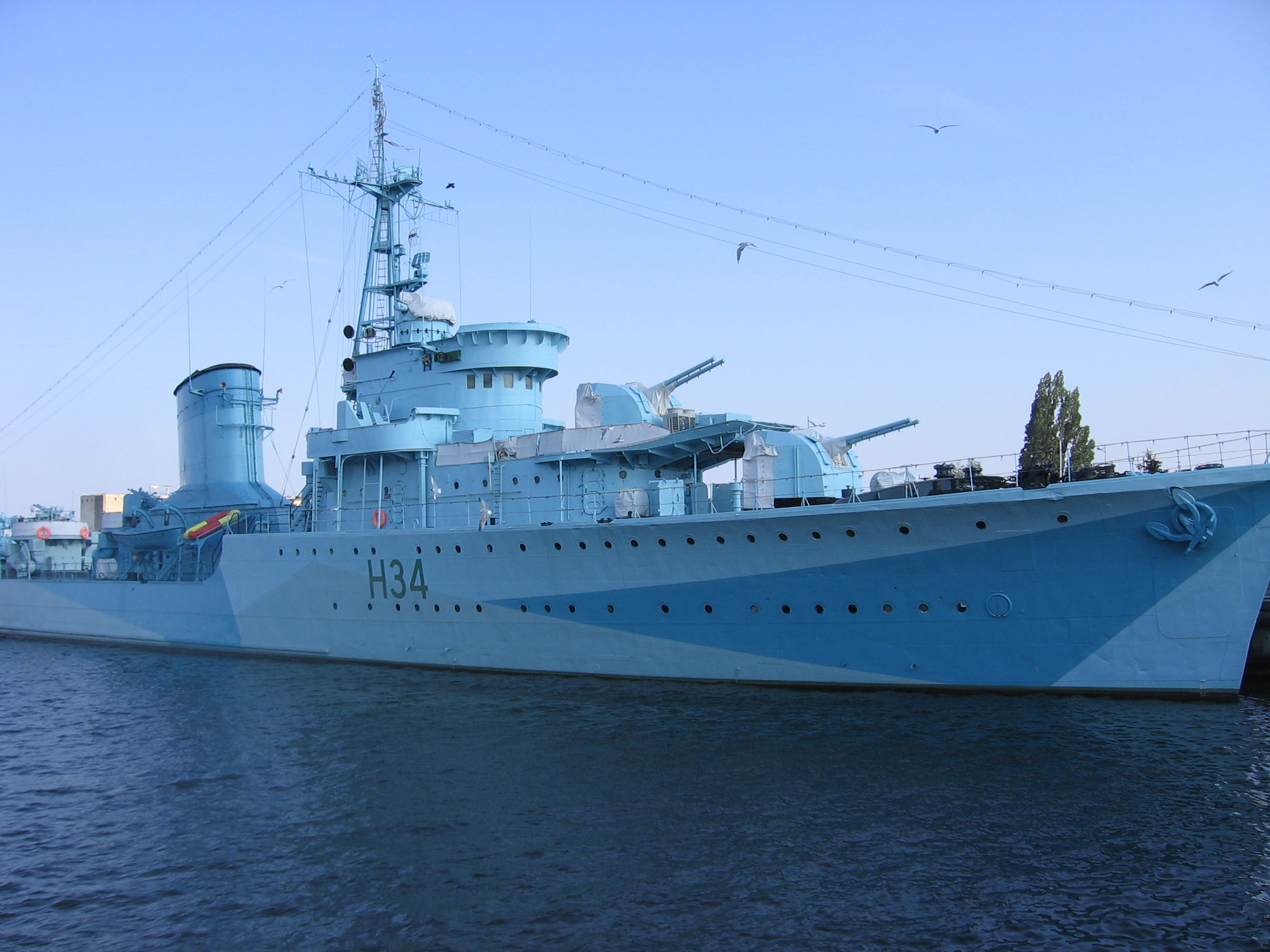
Die Błyskawica im neuen Tarnanstrich

Vom 17. bis 24. Juli 1974 wurde erstmals die Großseglerregatta (Operacja Żagiel 74) durchgeführt. Am 1. Mai 1976 wurde die ORP Błyskawica, das ehemalige Marineschulschiff, als Museumsschiff eröffnet, in dem die Geschichte der polnischen Marine präsentiert wird. Das Museumsschiff ORP Burza wurde geschlossen und 1977 verschrottet. 2004 wurde die ORP Błyskawica auf der Marinewerft generalüberholt und wieder mit jenem hellblauen Tarnanstrich versehen, den sie trug, als sie zwischen Herbst 1941 und Frühjahr 1942 in der Nordsee patrouillierte. Auch die Ausstellung zur Geschichte der polnischen Marine wurde überarbeitet.
Am 12. Mai 1976 verlieh die polnische Regierung der Stadt das Komturkreuz mit Stern des Ordens Polonia Restituta (pl. Order Odrodzenia Polski) in Anerkennung besonderer Verdienste seiner Bewohner für die Entwicklung des Schiffbaus und der Seewirtschaft. Die Werft Stocznia im. Komuny Paryskiej ließ 1977 aus ihrem neuen Dock (380 m lang, 70 m breit) das erste Schiff zu Wasser. 1979 gewann Arka Gdynia, der Fußballclub der Stadt, den polnischen Fußballpokal. Am 29. Oktober desselben Jahres legte die britische Baltic Eagle als erstes Schiff im neuen Containerterminal am Hela-Kai an.
Bis zu den 1980er Jahren spitzte sich die Wirtschaftslage wieder zu. „Die Effektivität des Wirtschaftens liess nach, und gleichzeitig endete die anregende Rolle der Auslandskredite, die abgezahlt werden mussten, bevor man – wie sich zeigte – die geplanten wirtschaftlichen Ergebnisse erzielt hatte. Es gab immer mehr willkürliche, die Möglichkeiten und die wirtschaftliche Rechnungsführung ausser Acht lassende Entscheidungen zu Investitionsvorhaben, wodurch die inflationären Tendenzen und die Desorganisation des Marktes verstärkt wurden. Lohnerhöhungen wurden von der Preissteigerung ausgeglichen oder sogar überflügelt. Die immer grösseren Mängel bei der Versorgung verschlechterten die Lebensbedingungen der Bevölkerung noch mehr und wirkten sich negativ auf die Arbeitsproduktivität aus.“

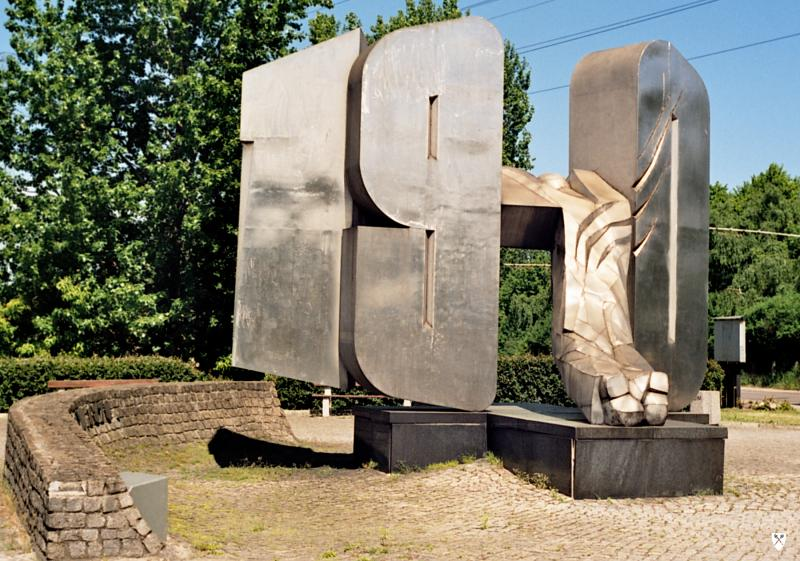
Das 1981 errichtete Denkmal für die Opfer des Dezember 1970

Ab 14. August 1980 reagierten die Arbeiter mit Streiks auf die verschlechterte Situation. Im September gründeten sie die unabhängige, sich selbst verwaltende Gewerkschaft Solidarność. Kurz vor Weihnachten 1981 wurde die mangelhafte Versorgungslage wieder virulent, so dass General Wojciech Jaruzelski am 13. Dezember den Kriegszustand in Polen verhängte (am 21. Juli 1983 aufgehoben). Am 17. Dezember wurde das Denkmal für die Opfer des Dezember 1970 (Pomnik Ofiarom Grudnia 1970) an ulica Czechosłowacka und aleja Solidarności enthüllt, das als Konzession an die Solidarność errichtet worden war. Am 21. Juli 1982 wurde Solidarność verboten.

Römisch-katholische Gemeinden in Gdingen

Die Marineakademie übernahm am 4. Juli 1982 ihr neues Segelschulschiff, die Dar Młodzieży (Geschenk der Jugend) als Ersatz für die Dar Pomorza, die am 28. September 1981 von ihrer letzten Reise zurückgekehrt war. Nach ihrer Überholung eröffnete sie am 28. Mai 1983 als weiteres Museumsschiff an der Südmole. Am 14. April desselben Jahres hatte das Hotel Orbis mit 549 Betten in Gdingen seine Pforten geöffnet. Seit dem 19. Dezember 1985 ist die Bahnstrecke Gdingen–Warschau durchgehend elektrifiziert und wird von dem Schnellzug superekspres bedient.
Die Einwohnerzahl Gdingens überschritt am 16. Februar 1987 die 250.000er-Marke. Am 1. Oktober 1987 wurde die Marineschule (Szkola Marynarki Wojennej) offiziell in Akademia Marynarki Wojennej im. Bohaterów Westerplatte (Marineakademie der Helden der Westerplatte) umbenannt. An Heiligabend desselben Jahres wurden 798 ha der Stadt Rahmel (Rumia) und 55 ha Siedlungsfläche der Gemeinde Pogorsch (pl. Pogórze, kasch. Pògòrzé) nach Gdingen eingemeindet. Am 12. Januar 1988 schied die ts/s Stefan Batory nach 19 Jahren Fahrt auf der Strecke Gdingen–Montréal aus dem Dienst.

## Dritte Polnische Republik

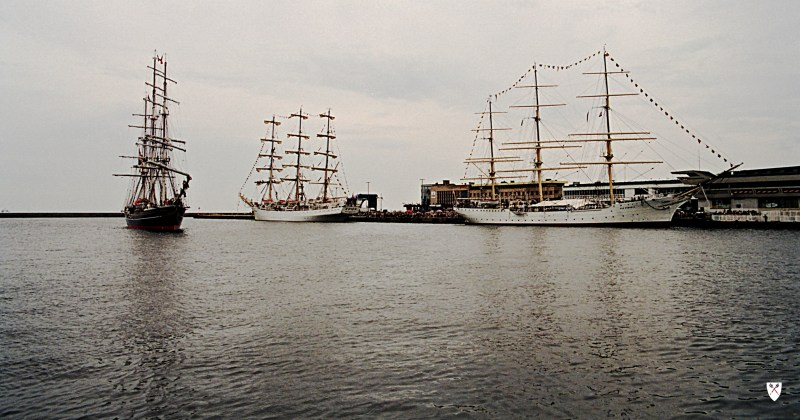
Cutty Sark Tall Ships’ Races 2003: Schiffe Stad Amsterdam, Dar Młodzieży, Dar Pomorza

Im August 1989 bildete sich erstmals eine polnische Regierung, deren Mitglieder nicht nur von der PVAP bestimmt wurden. Dies gilt als Übergang zur Dritten Polnischen Republik. Das Ende der Diktatur ermöglichte auch die Öffnung neuer Wege. Am 24. November 1990 ging die Fährverbindung nach Karlskrona in Betrieb. Auf Einladung des Marinekommandanten Gdingens besuchten am 27. Mai 1991 erstmals drei Schiffe der Bundesmarine einen polnischen Hafen. Am 17. März 1992 wurde auf der inzwischen in Stocznia Gdyńska S.A. zurückbenannten Werft das mit 165.000 BRT bis dahin größte je in einer Ostseewerft gebaute Schiff für die Louis Dreyfus Group auf den Namen „Pierre LD“ getauft. Vom 7. bis zum 10. August 1992 kam die Großseglerregatta Cutty Sark Tall Ships’ Races nach Gdingen. Zum 23. Jahrestag des Dezembermassakers von 1970 gedachte man der Getöteten durch einen Gedenkumzug vom Rathaus zum Ehrenmal für die Getöteten.

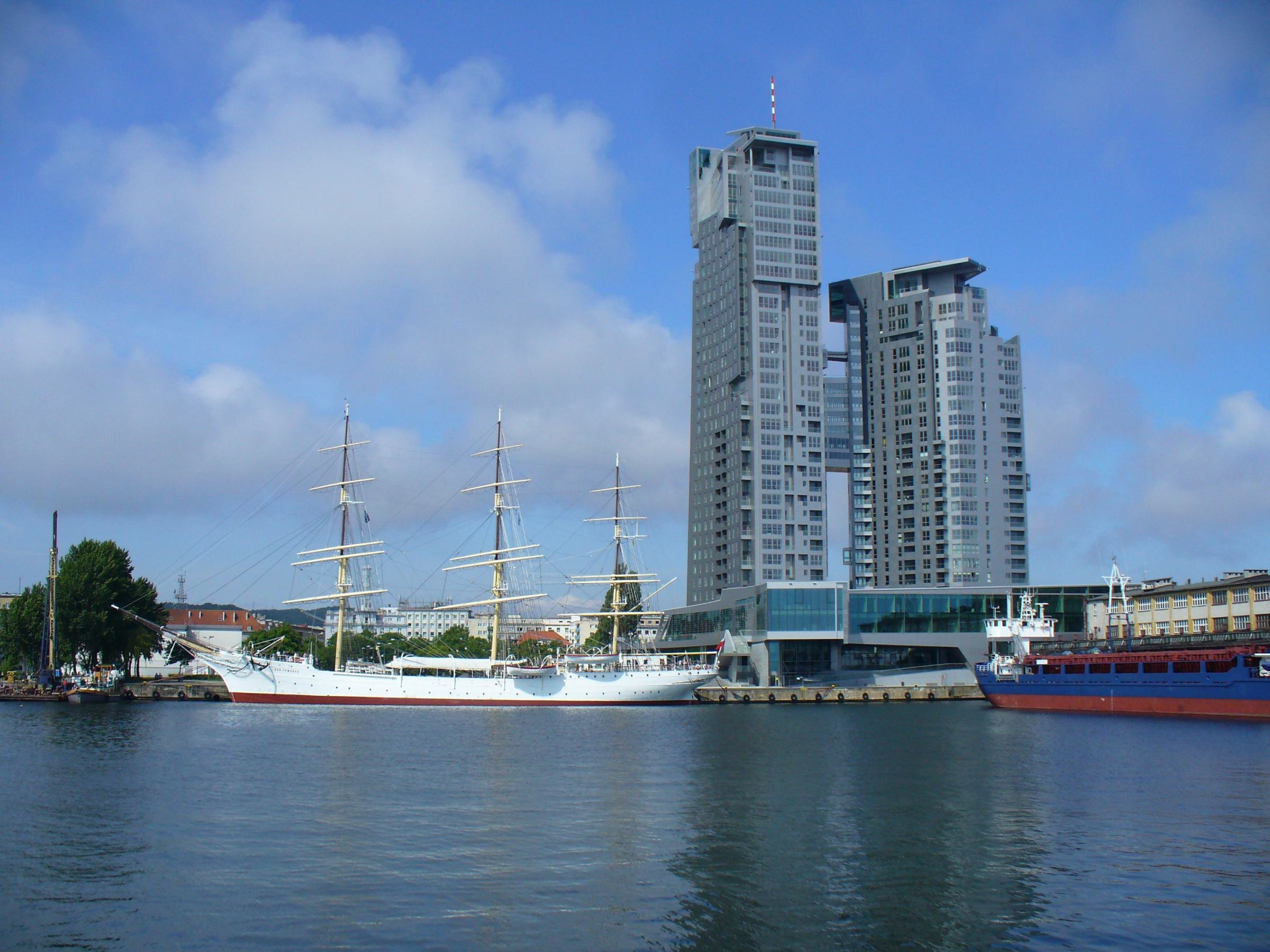
Die „Sea Towers“ direkt am Yachthafen von Gdynia

Im Zuge der Verwaltungsreform wurde Gdingen 1999 Teil der neuen Woiwodschaft Pommern.